# Japonsko
Japonsko je ostrovní stát ve východní Asii. Nachází se v Tichém oceánu u severovýchodního pobřeží asijské pevniny, na západě je ohraničeno Japonským mořem a rozkládá se od Ochotského moře na severu po Východočínské moře na jihu. Japonské souostroví se skládá ze čtyř hlavních ostrovů a 14 121 menších ostrovů, přibližně tři čtvrtiny jeho území je hornaté a hustě zalesněné, zemědělství a vysoce urbanizované obyvatelstvo se soustřeďuje podél východních pobřežních rovin. Většina území patří do mírného pásu s vlhkým subtropickým podnebím. Japonsko se dělí na 47 prefektur a osm tradičních regionů, na ploše 378 000 km² žije 123 milionů obyvatel, je tak jedenáctou nejlidnatější zemí světa. Hlavním a největším městem země je Tokio, mezi další velká města patří Jokohama, Ósaka, Nagoja a Sapporo.  Drtivá většina obyvatel jsou Japonci, úředním jazykem je japonština. Mnoho Japonců vyznává šintoismus i buddhismus.
První známé osídlení souostroví se datuje do mladšího paleolitu, přičemž počátek japonského paleolitu se datuje do doby cca 36 000 let př  n. l. Mezi 4. a 6. stoletím byla jeho království sjednocena pod císařem v Nara a později v Heian-kjó. Od 12. století faktickou moc drželi vojenští diktátoři známí jako šógunové a feudální páni zvaní daimjó, prosazovaní bojovnou šlechtou zvanou samurajové. Po vládě šógunátů Kamakura a Ašikaga a století válčících států bylo Japonsko v roce 1600 sjednoceno šógunátem Tokugawa, který prováděl izolacionistickou zahraniční politiku. V roce 1853 donutila americká flotila Japonsko otevřít obchod se Západem, což vedlo k zániku šógunátu a obnovení císařské moci v roce 1868.
V období Meidži Japonsko usilovalo o rychlou industrializaci a modernizaci, ale také o militarismus a zámořskou kolonizaci. V roce 1937 země napadla Čínu a v roce 1941 zaútočila na Spojené státy americké  a evropské koloniální mocnosti, čímž vstoupila do druhé světové války jako mocnost Osy. Poté, co bylo Japonsko poraženo ve válce v Tichomoří a utrpělo v důsledku amerického atomového bombardování Hirošimy a Nagasaki, kapitulovalo v roce 1945 a dostalo se pod spojeneckou okupaci. Poté země prošla rychlým hospodářským růstem a stala se jedním z pěti prvních významných spojenců Spojených států, kteří nebyli členy NATO. Od zhroucení bubliny cen japonských aktiv na počátku 90. let 20. století zažívá dlouhodobé období hospodářské stagnace označované jako ztracená dekáda.
Japonsko je unitární konstituční monarchií s císařem jako ceremoniální hlavou státu, zákonodárným orgánem je dvoukomorový parlament. Je vyspělou zemí s jednou z největších ekonomik na světě podle nominálního hrubého domácího produktu, která je světovou jedničkou v automobilovém, elektronickém a robotickém průmyslu a kromě toho významně přispívá k rozvoji vědy a techniky. V indexu lidského rozvoje zaujímá 23. místo. V žebříčcích zemí s nejvyšší průměrnou délkou života se trvale umisťuje mezi prvními třemi zeměmi, prochází však výrazným úbytkem obyvatelstva a má nejvyšší podíl starších občanů ze všech zemí světa. Japonská kultura je celosvětově známá, zejména její populární kultura, která zahrnuje umění, kuchyni, filmy, hudbu, animaci, komiksy a videohry. Japonsko je velmocí a udržuje jednu z nejsilnějších armád na světě. Je jediným asijským členem skupiny nejbohatších států světa G7, účastní se Východoasijského summitu, dále je členem Asijsko-pacifického hospodářského společenství, skupiny G20 a Organizace pro hospodářskou spolupráci a rozvoj.

## Název
Název Japonska se v japonštině píše pomocí kandži 日本 a vyslovuje se Nihon nebo Nippon. Před přijetím 日本 na počátku 8. století byla země v Číně známá jako Wa (倭, v Japonsku změněno kolem roku 757 na 和) a v Japonsku pod endonymem Jamato. Nippon, původní čínsko-japonské čtení znaků, je upřednostňováno pro oficiální použití, včetně japonských bankovek a poštovních známek. Nihon se obvykle používá v běžné řeči a odráží posuny v japonské fonologii během období Edo. Znaky 日本 znamenají „původ slunce“, což je zdrojem populárního západního epiteta „Země vycházejícího slunce“.
Název „Japonsko“ vychází z minské nebo wuské čínské výslovnosti znaků 日本 a do evropských jazyků se dostal díky ranému obchodu. Marco Polo ve 13. století zaznamenal raně mandarínskou čínskou výslovnost znaků 日本國 jako Cipangu. Starý malajský název pro Japonsko, Japang nebo Japun, byl převzat z čínského dialektu na jižním pobřeží a setkali se s ním portugalští obchodníci v jihovýchodní Asii, kteří toto slovo přivezli do Evropy na počátku 16. století.
Dříve se v češtině Japonsko někdy vyslovovalo a psalo jako Žaponsko, což svědčí o snaze zachovat původní francouzskou výslovnost. V Ottově slovníku naučném se vyskytuje často i s tvar Japansko, hlavní článek se však nachází pod heslem Japan (název přejatý v nezměněné podobě z angličtiny). Ještě starší výrazy Japonie (tehdejším pravopisem Gaponie) uvádí Slownjk česko-německý Josefa Jungmanna.

## Historie

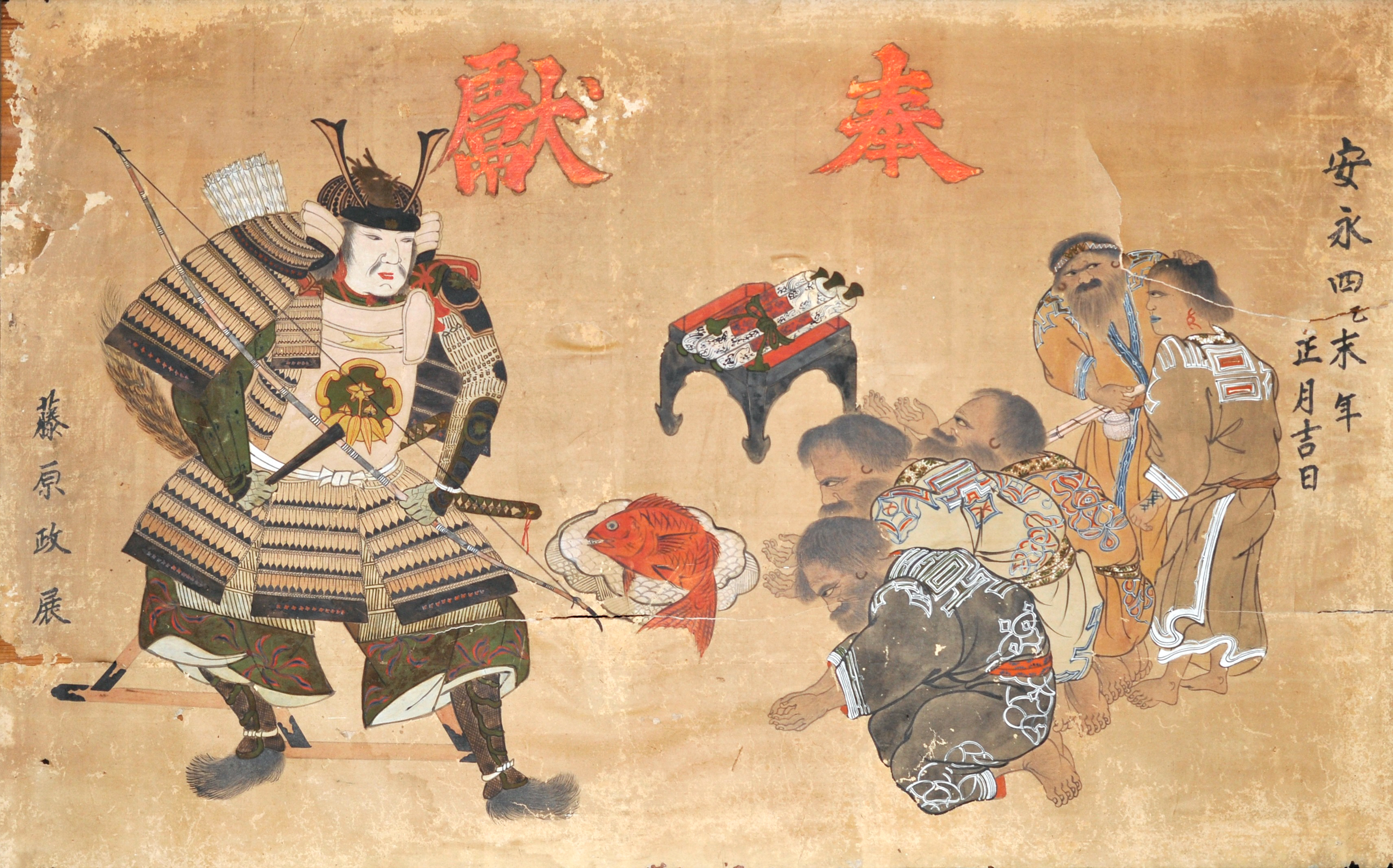
Japonský samuraj a domorodí Ainuové na ostrově Hokkaidó kolem r. 1775

### Historická období
Historie Japonska se dělí na jednotlivá dílčí období:
- Džómon (縄文時代 10 000 – 300 př. n. l.)
- Jajoi (弥生時代 300 př. n. l. – polovina 3. století n. l.)
- Kofun (古墳時代 polovina 3. století n. l. – 538 n. l.)
- Asuka (飛鳥時代 538–710)
- Nara (奈良時代 710–794)
- Heian (平安時代 794–1185)
- Kamakura (鎌倉時代 1185–1333)
- Muromači (室町時代 1333–1568)
- Azuči-Momojama (安土桃山時代 1568–1600)
- Edo (江戸時代 1600–1868)
- Meidži (明治 1868–1912)
- Taišó (大正 1912–1926)
- Šówa (昭和 1926–1989)
- Heisei (平成  1989 -2019)
- Reiwa (令和 od 1. května 2019)[14]

### Prehistorie

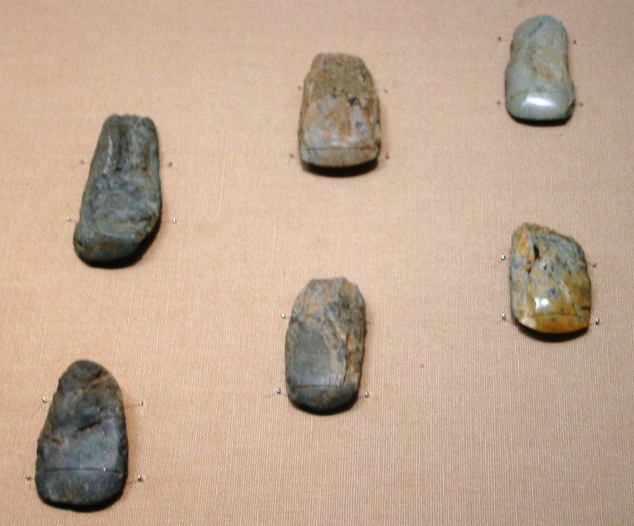
Kamenné sekyry cca 30 000 př. n. l. v tokijském muzeu

Archeologické nálezy ukazují, že Japonsko bylo osídleno ranými humanoidy přibližně před 500 tisíci lety v průběhu starší doby kamenné. V opakujících se ledových dobách, které probíhaly v posledním 1 milionu let, bylo Japonsko pravidelně spojováno s asijským kontinentem pevninskými mosty (přes Sachalin na severu a pravděpodobně přes Kjúšú na jihu), čímž byla umožněna migrace lidí, zvířat a rostlin z oblastí dnešní Číny a Koreje na japonské ostrovy.
S koncem poslední doby ledové a globálním oteplením se na přelomu střední a mladší doby kamenné – kolem roku 11 tisíc před naším letopočtem – objevila kultura Džómon (Jomon), která byla charakteristická polo-kočovnou společností lovců a sběračů a výrobou nejstarší známé keramiky na světě. Předpokládá se, že příslušníci kultury Džómon jsou předchůdci prvních Japonců a dnešního národa Ainu.
Začátek období Jajoi kolem roku 300 př. n. l. je spojený s příchodem nových technik z asijského kontinentu, jako je pěstování rýže, stejně jako s masivní migrací z nejrůznějších částí Asie – z Koreje a Číny. Nicméně několik současných studií ukazuje, že období Jajoi je o 5 až 6 století delší, než se původně předpokládalo, neboť masivní migrace je nutná k vysvětlení razantního vzrůstu populace. Obecně se předpokládá, že lidé kultury Jajoi původně obývali jih a střed Korejského poloostrova, odkud byli postupně vytlačováni nebo asimilováni předky Korejců, kteří migrovali z oblasti Mandžuska a Sibiře. Po příchodu na japonské ostrovy lidé kultury Jajoi, kteří s sebou přinesli technologii pěstování rýže a zpracování kovů, asimilovali původní obyvatele kultury Džómon. Ze 3. století př. n. l. pochází první historicky doložitelný název Japonska, čínský znak 倭 (wa).

### Období Kofun a Asuka
Toto období se vyznačovalo stavbou velkých sypaných mohyl, kofunů, sloužících jako pohřebiště vládnoucí elity. Tyto nákladní stavby svědčí o postupné rozlišnosti společnosti oproti období Jajoi. Mnohé z těchto hrobek byly vyzdobeny dutými hliněnými plastikami známými jako Haniwa. Toto období bylo svědkem nástupu buddhismu a čínského písma z asijského kontinentu a svědkem vzestupu dvora Jamato, mocné dynastie, která se koncentrovala v regionu Asuka. Na základě čínského modelu byla vytvořena nová centrální administrace a říšská soustava soudů (státní zřízení Ricurjó) a společnost byla organizována podle zaměstnání, která byla zastávaná. Kontakt s Čínou a Koreou na začátku století po Kristu přinesly rozmach Japonska, mnohé umělecké formy z kontinentu. Přestože v tomto období bylo známo čínské písmo, bylo omezeno pouze na obchodování s Čínou a Koreou. Proto období Kofun ještě řadíme do období prehistorického, přičemž jedinými prameny o životě v Japonsku jsou prameny z Číny.
Za začátek japonské abecedy a písma je považováno až poslední století období Kofun nazývané i období Asuka. Název období je odvozen od hlavního města v té době. Koncem 6. století zcela ztratil moc Jamatův dvůr, což na delší dobu znamenalo konec jednotného a uceleného Japonska a vlády se zmocnily progresivnější rodiny orientované na buddhismus a Konfuciovy myšlenky.
Úsilím nových vládců za pomoci celé série institucionálních inovací, zejména reformou Taika z roku 645, vznikl centralizovaný byrokratický stát založený na čínském modelu. Již dříve vydal princ Šótoku výnos o 17 článcích pokládaných za první japonskou ústavu. Řada Japonců se v tomto období vydala na studia do Číny, odkud přinášela zpět nové myšlenky a filozofii. Toto období poznamenané velkou politickou nestabilitou a válkami lze považovat za začátek japonské kultury.

### Tradiční Japonsko

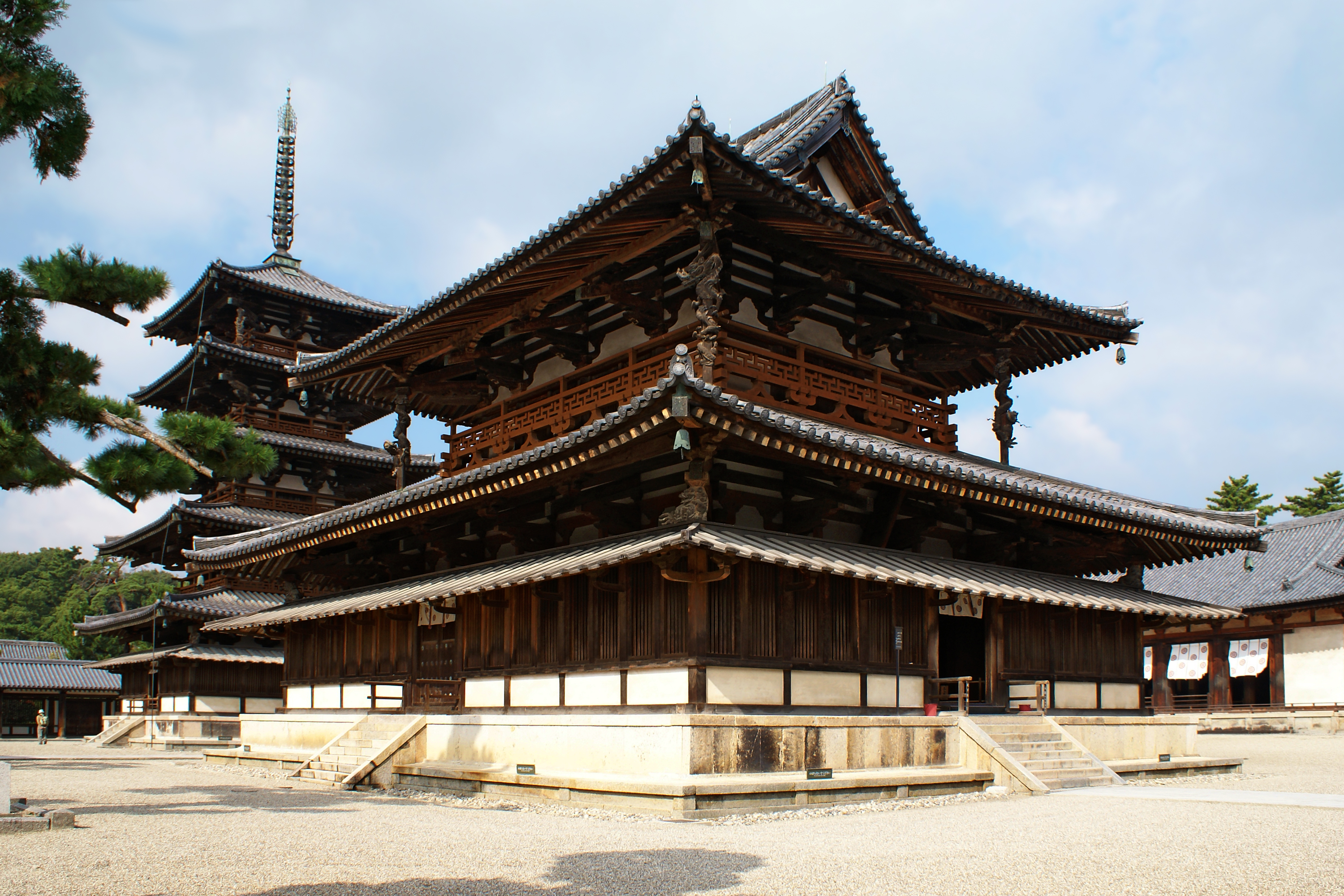
Kondó a pagoda, jedny z nejstarších dřevěných budov na světě

Podle tradiční japonské mytologie bylo Japonsko založeno v 7. století př. n. l. původním císařem Džimmu. Během 5. a 6. století bylo zavedeno čínské písmo a buddhismus spolu s ostatními aspekty čínské kultury nejprve prostřednictvím Korejského poloostrova a později přímo z Číny. Císařové byli formálními vládci, nicméně skutečná moc byla obvykle v rukou mocné dvorské šlechty, regentů nebo šógunů (vojenských správců).
Původní politická struktura zajišťovala, že když byla válka mezi rivaly skončena, vítězný šógun se přesunul do hlavního města Heian (plný název je Heiankjóto, 'kjóto', což znamená hlavní město a plný název je zkrácen jen na příponu, dnešní Kjóto), kde z milosti císaře (s jeho formálním souhlasem) vládl. V roce 1185 generál Minamoto no Joritomo jako první porušil tuto tradici, odmítl se přesunout a následně vládl z Kamakury na jih od dnešní Jokohamy. Ve 13. století Japonci odrazili dva mongolské pokusy o invazi do Japonska.

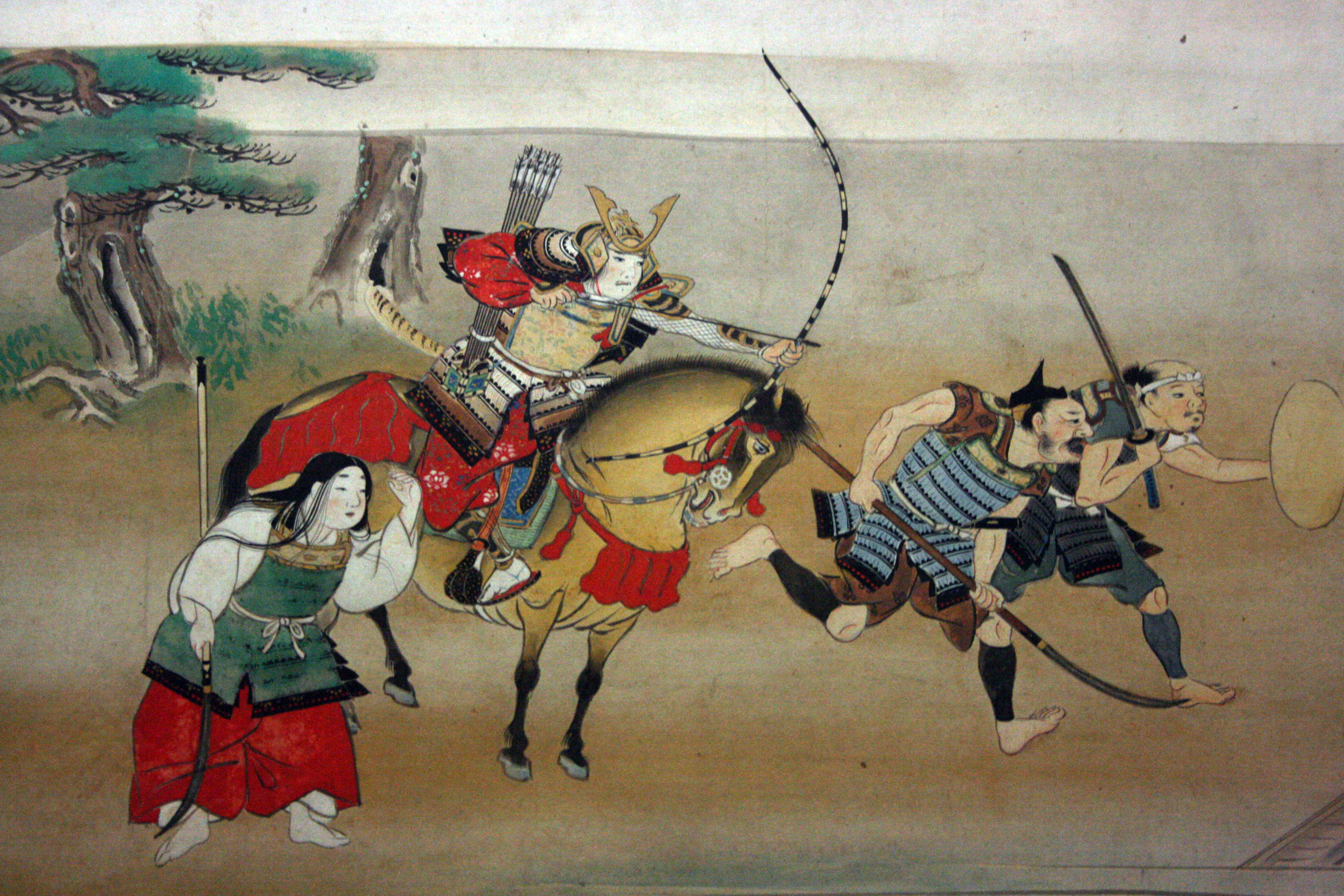
Samuraj na koni a pěší bojovníci v 16. století

Šógunát Kamakura byl poměrně stabilní, nicméně Japonsko poměrně záhy upadlo do sporů mezi jednotlivými frakcemi a následné období je známo jako období Sengoku neboli „období válčících států“. Vojevůdce Hidejoši Tojotomi vedl roku 1592 neúspěšnou japonskou invazi do Koreje. V roce 1600 v bitvě u Sekigahary šógun Tokugawa Iejasu buď porazil nebo přijal za spojence všechny své nepřátele a zformoval šógunát Tokugawa v malé rybářské vesničce Edo (původně přepisováno též jako „Jeddo“), která je dnes známá jako Tokio (východní hlavní město).
Od druhé poloviny 16. století přijížděli do Japonska obchodníci a křesťanští misionáři z Portugalska, Španělska, Nizozemí a Anglie. V první polovině 17. století podezříval japonský šógunát katolické misionáře, že jsou předvojem ozbrojené iberské invaze a okamžitě zakázal veškeré styky s Evropany s výjimkou významně omezených kontaktů s protestantskými nizozemskými obchodníky na umělém ostrůvku Dedžima (také Dešima) u Nagasaki. Čínským lodím bylo nadále povoleno vjíždět do Nagasaki a korejští vyslanci měli přístup do hlavního města. Tato izolace trvala 251 let, dokud si komodor Matthew Perry nevynutil otevření japonských přístavů pro americké obchodníky v roce 1854 na Konferenci v Kanagawě. Následně došlo k podpisu obdobných smluv (Ansejské dohody) i s evropskými mocnostmi.

### Moderní dějiny

Mapa Japonského císařství roku 1939 před vypuknutím války v Tichomoří

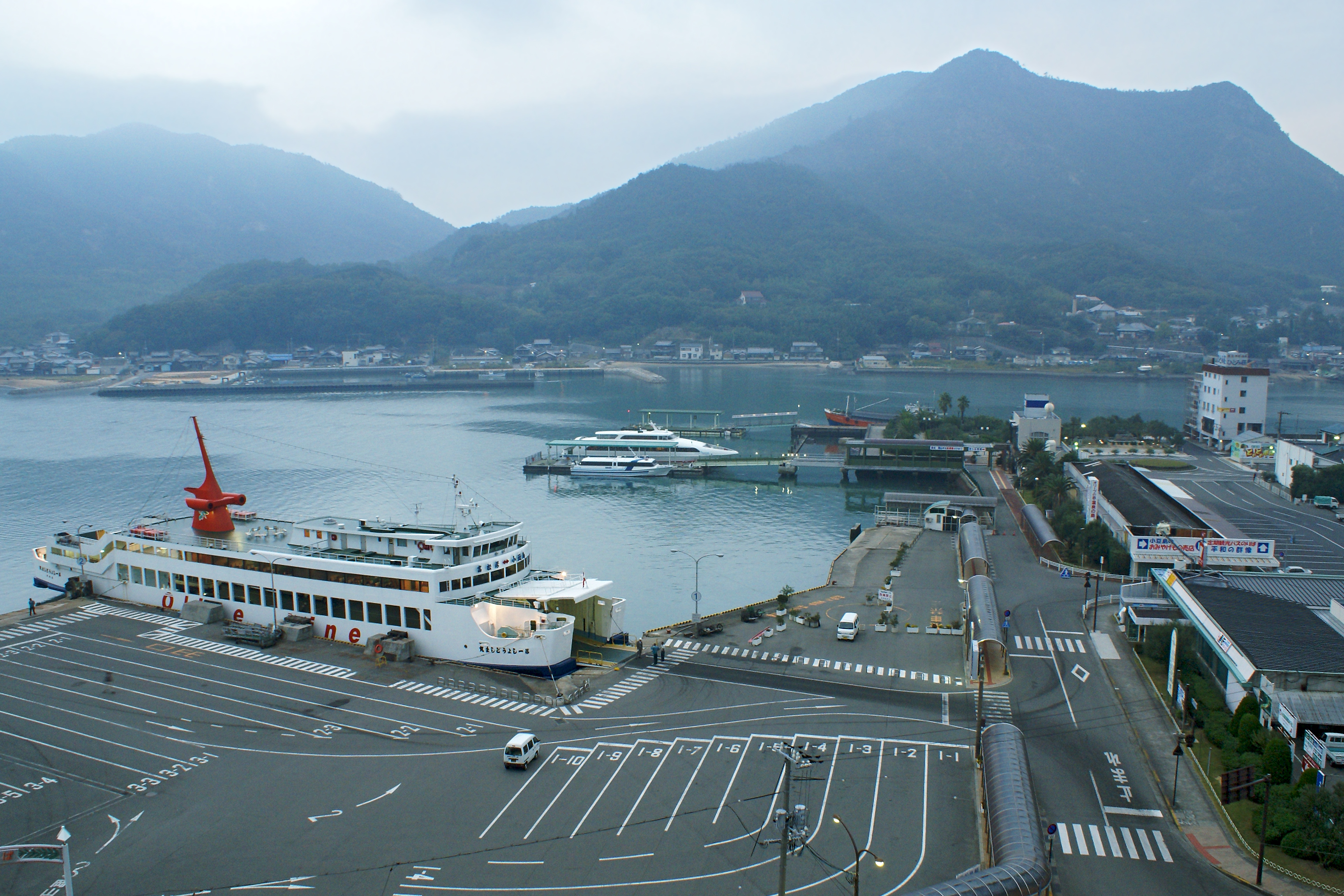
I po vybudování několika podmořských tunelů a rozmachu letecké dopravy mají trajekty velký podíl na přepravě mezi japonskými ostrovy

Během několika let obnovený kontakt se Západem zásadně změnil japonskou společnost. Po Válce Bošin v letech 1867–1868 byl šógunát zrušen a byla znovuobnovena moc císaře. V roce 1867 nastoupil na trůn nový císař Mucuhito (dnes známý jako Meidži) a během jeho 45leté vlády se uskutečnilo mnoho reforem (tzv. reformy Meidži). Feudální systém byl zrušen a byly převzaty četné západní instituce, včetně západního právního řádu a vlády. Spolu s dalšími ekonomickými, sociálními a vojenskými reformami vyústily tyto změny k přerodu Japonska do moderní světové mocnosti. Jako výsledek čínsko-japonské a rusko-japonské války získalo Japonsko Tchaj-wan a polovinu Sachalinu a později v roce 1910 okupovalo Koreu.

#### První světová válka
Během 1. světové války se Japonsko postavilo na stranu Dohody a 23. srpna 1914 vyhlásilo válku Německu. V roce 1918 bylo Japonsko přizváno na mírovou konferenci do Versailles, kde mu byla uznána nadvláda nad několika tichomořskými ostrovy (např. Mikronésie, kterou Japonsko obsadilo skoro celou), německými základnami v Číně a Japonsku bylo přiděleno křeslo v řadě Společnosti národů. Svou skromnou účastí v první světové válce si Japonsko zvýšilo mezinárodní pozici v Asii a Tichomoří.

#### Meziválečné období
Po skončení 1. světové války nebyla politika Japonska už taková agresivní, ale důsledky hospodářské krize a rychlého růstu obyvatelstva vedly ke změně postoje. Stále větší vliv měla vojenská moc, což mělo za následek nástup militarismu, ale i v rámci armády existovaly rozdílné názory. Ultranacionalistické frakce se několikrát pokusily o svržení vlády a císaře Hirohita. Vojenští velitelé začali vyhledávat možnosti násilného zvětšení území v Asii, což jim mělo pomoci vyřešit domácí ekonomické problémy. Cílem jejich útoků se stala Čína a tak začala druhá čínsko-japonská válka. Světové mocnosti požadovaly, aby Japonsko stáhlo své jednotky z Číny a obnovilo její svrchovanost. Jako reakce na tyto požadavky Japonsko vystoupilo ze Společenství národů, ale i nadále pokračovalo ve výbojní politice.

#### Druhá světová válka
Japonsko se spojilo s Německem a Itálií a zformovalo Osu. Japonsko trpělo nedostatkem strategických surovin (ropy, kaučuku, barevných kovů, atd.), které muselo dovážet. Proto se Japonsko zajímalo i o bohatá naleziště v jihovýchodní Asii. Kvůli válce v Číně a obsazení leteckých a námořních základen ve Francouzské Indočíně (6. července 1941) bylo na Japonsko uvaleno embargo a Spojené státy americké (USA) zmrazily japonská aktiva ve svých bankách. V souvislosti s expanzí do jihovýchodní Asie a Pacifiku považovali někteří japonští vůdci za nezbytné zaútočit na americkou námořní základnu v Pearl Harbor (1941), aby byla zajištěna japonská nadvláda v Pacifiku. Nicméně vstup Spojených států amerických do 2. světové války postupně změnil rovnováhu sil v Pacifiku v neprospěch Japonska. Po dlouhém pacifickém tažení se Spojenci dostali až k japonským ostrovům. Spojené státy mohutně zaútočily na Tokio, Ósaku a další města strategickým bombardováním a na Hirošimu a Nagasaki atomovými bombami. Japonsko bezpodmínečně kapitulovalo 15. srpna 1945.
Japonská armáda se v masovém měřítku dopouštěla válečných zločinů, z nichž nejznámější je masakr v Nankingu v prosinci 1937, při němž zahynulo až 300 tisíc civilistů a válečných zajatců. V Číně v důsledku japonské invaze přišlo o život asi 15 milionů lidí. Během války zahynuly 2 miliony Japonců, jenom v březnu 1945 při americkém náletu na Tokio zahynulo na 110 tisíc lidí.

#### Poválečné období
Po válce Japonsko přišlo o většinu svých zámořských držav a miliony Japonců byly vysídleny z Mandžuska a Koreje. Mandžusko připadlo Číně, jižní Sachalin a Kurily Sovětskému svazu, a Severní Mariany Spojeným státům. V roce 1947 přijalo Japonsko novou ústavu zdůrazňující liberální demokratické praktiky.
Poražené Japonsko zůstalo pod okupační správou USA až do roku 1952, po jejímž skončení zahájilo významné ekonomické oživení, které vrátilo ostrovům prosperitu. V roce 1956 bylo Japonsku uděleno členství v OSN. Úspěch olympijských her v Tokiu v roce 1964 je považován za jeden z mnoha znaků, že Japonsko znovu získalo svůj národní status. Ostrovy Rjúkjú zůstaly pod správou USA až do roku 1972, aby byla zajištěna stabilizace východní Asie. Vojenská přítomnost USA v Japonsku je však stále významná.
Ve 21. století signalizoval pozitivní růst postupné hospodářské oživení, které bylo dvě dekády utlumeno krizí z počátku devadesátých let. 11. března 2011 Japonsko utrpělo jedno z největších zemětřesení ve své zaznamenané historii, což vyvolalo jadernou katastrofu ve Fukušimě Dajiči. V květnu 2019, po historické abdikaci císaře Akihita, se jeho syn Naruhito stal novým císařem Japonska a začala éra Reiwy.

## Státní symboly

### Vlajka
Japonská vlajka je tvořena bílým listem s červeným kruhovým polem, o průměru ⅗ šířky vlajky (⅖ délky), které je uprostřed vlajky.

### Znak
Japonský státní znak je zároveň Císařskou pečetí, užívanou členy japonské císařské rodiny. Tvoří ho stylizovaná kresba zlatého květu chryzantémy s černými (jinde i červenými) obrysy. Centrální disk je obklopen přední sadou 16 okvětních lístků. Zadní sada 16 lístků je lehce posunutá oproti přední sadě, takže je vidět na samotných okrajích květiny.

### Hymna
Japonská hymna (Kimigajo) byla japonskou státní hymnou de facto již od období Meidži, ale oficiálně byla uznána japonským parlamentem až v roce 1999. Slova hymny pocházejí z Kokinšú, básnické sbírky z 10. století. Autor těchto veršů není znám. Hudbu složil Hiromori Hajaši v roce 1880. Je hymnou s nejstarším textem na světě a zároveň nejkratší světovou hymnou.

## Geografie

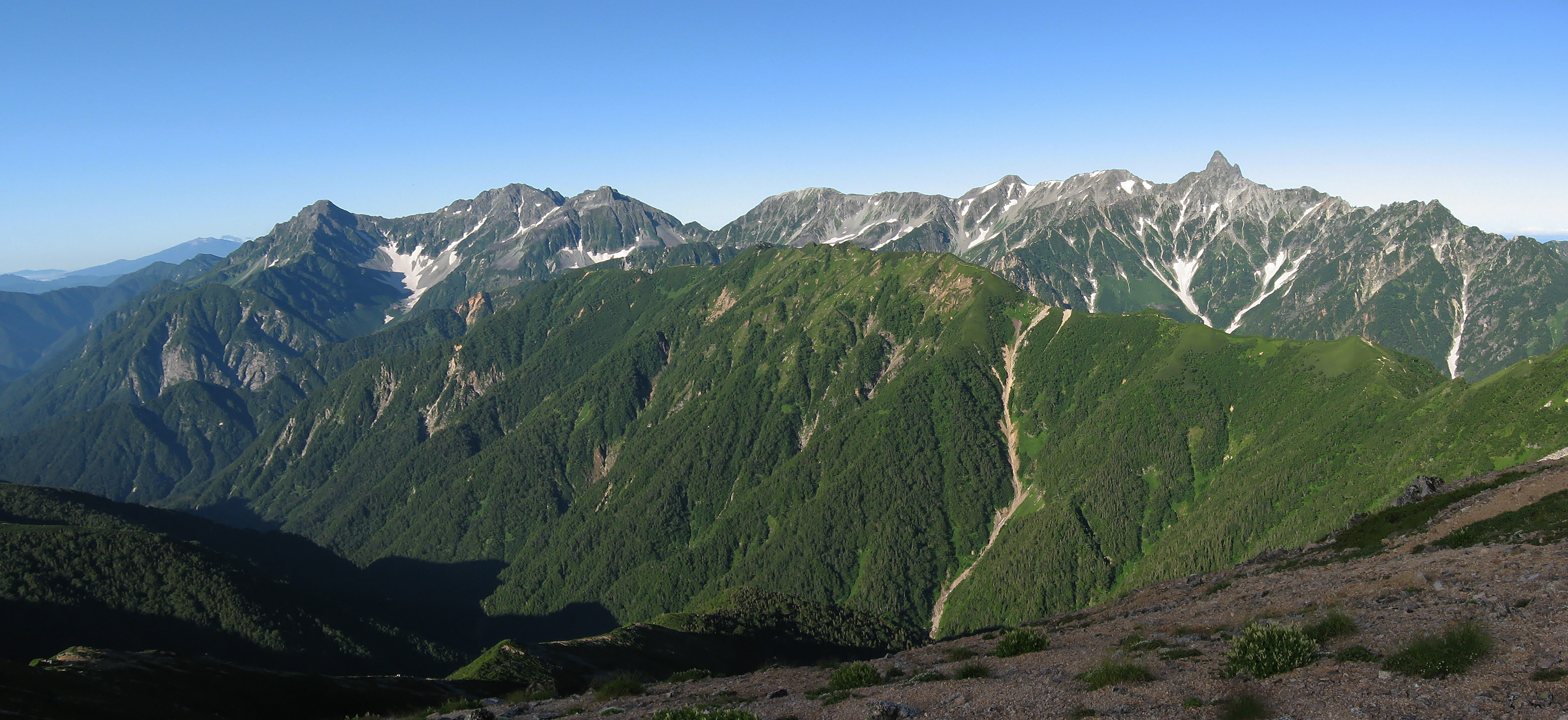
Pohoří Hida

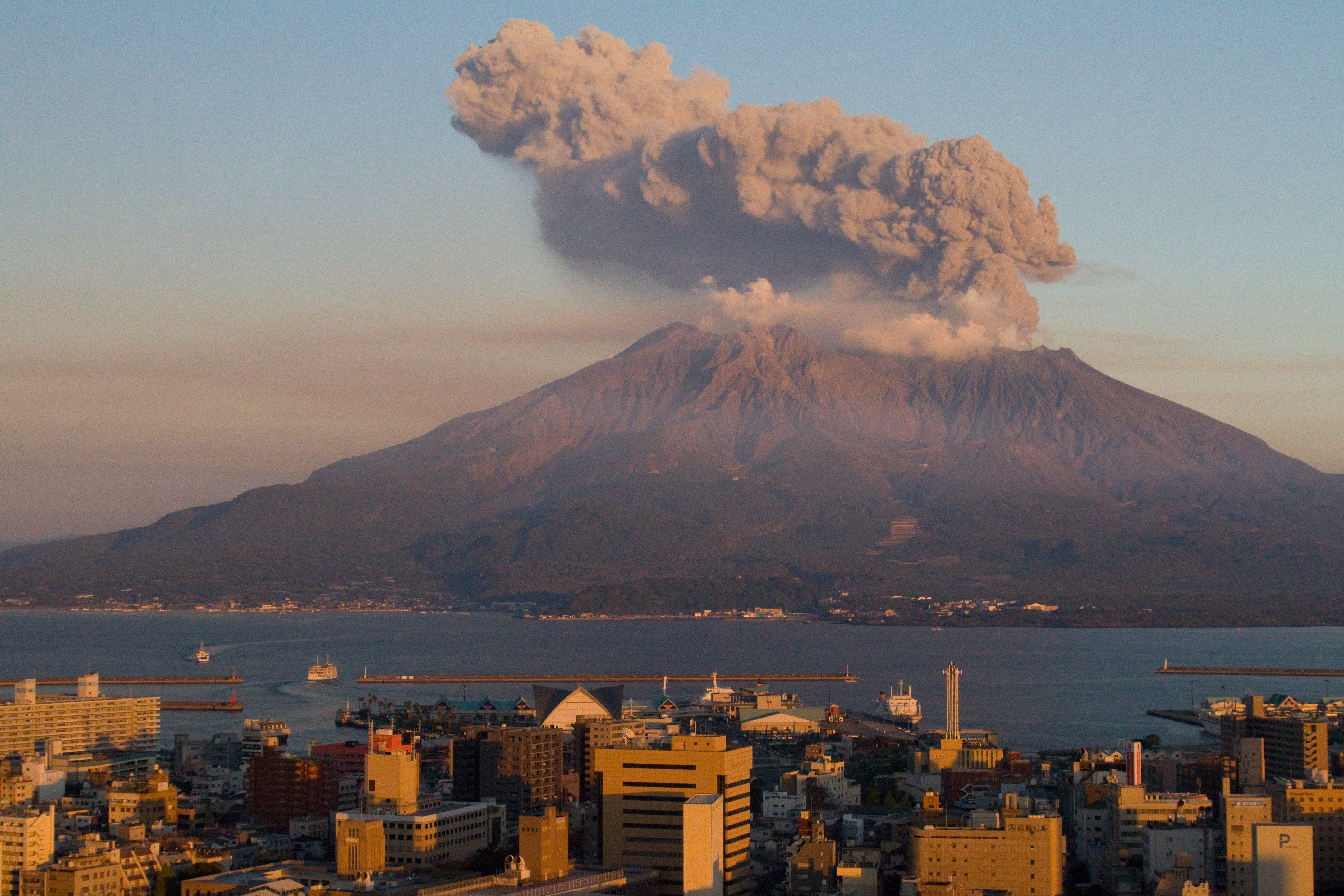
Sopka Sakura-džima na ostrově Kjúšú

Japonsko leží na východním okraji asijského kontinentu. Stát je tvořen řetězem ostrovů v západní části Tichého oceánu, zahrnuje 14 125 ostrovů. Rozkládá se na ploše 3 000 km severovýchodně-jihozápadně od Ochotského moře až po východní Čínu a Filipínské moře. Největší ostrovy jsou (od severu k jihu) Hokkaidó (北海道), Honšú (本州, největší ostrov), Šikoku (四国) a Kjúšú (九州). K těmto ostrovům patří i skupina menších ostrovů v bezprostřední blízkosti i ostrovy více vzdálené např. Okinawa. Celková délka pobřeží všech ostrovů je 33 889 km.
Japonsko je země z velké části hornatá. Nejvyšší horou je Fudži (3776 m), další nejvyšší hory jsou uvedeny v seznamu japonských třítisícovek, nejprominentnější hory jsou v seznamu japonských ultraprominentních vrcholů. Lidé se soustřeďují převážně do pobřežních oblastí. Hustota obyvatelstva je velmi vysoká; Japonsko je, co se týče hustoty zalidnění, 30. na světě.
Slabá zemětřesení jsou častá, protože Japonsko se nachází na hranici tří tektonických desek. Velká zemětřesení se vyskytnou během každého století několikrát a často také vyvolají vlny tsunami. Poslední velká zemětřesení byla v letech 1923 (Velké zemětřesení v Kantó, 8,3 stupně), 1995 (Zemětřesení v Kóbe, 7,2 stupně), 2004 (oblast Čúecu, 6,9 stupně) a 2011 (Zemětřesení a tsunami v Tóhoku, 8,9 stupně), které v Japonsku pravděpodobně připravilo největší katastrofu od 2. světové války. Počet mrtvých se odhaduje až na 22 000 a čtvrt miliónu lidí připravily živly o domov.
Podnebí Japonska je oceánické, vlhké a monzunové, ale díky rozloze země se klima v různých oblastech liší. Období dešťů začíná na Okinawě počátkem května, na ostrově Honšú pak uprostřed června, kde trvá cca 6 týdnů. Na přelomu léta a podzimu přinášejí silné deště také tajfuny.

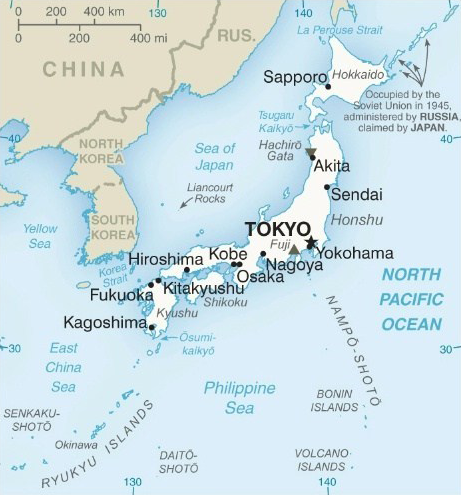
Orientační mapka Japonska
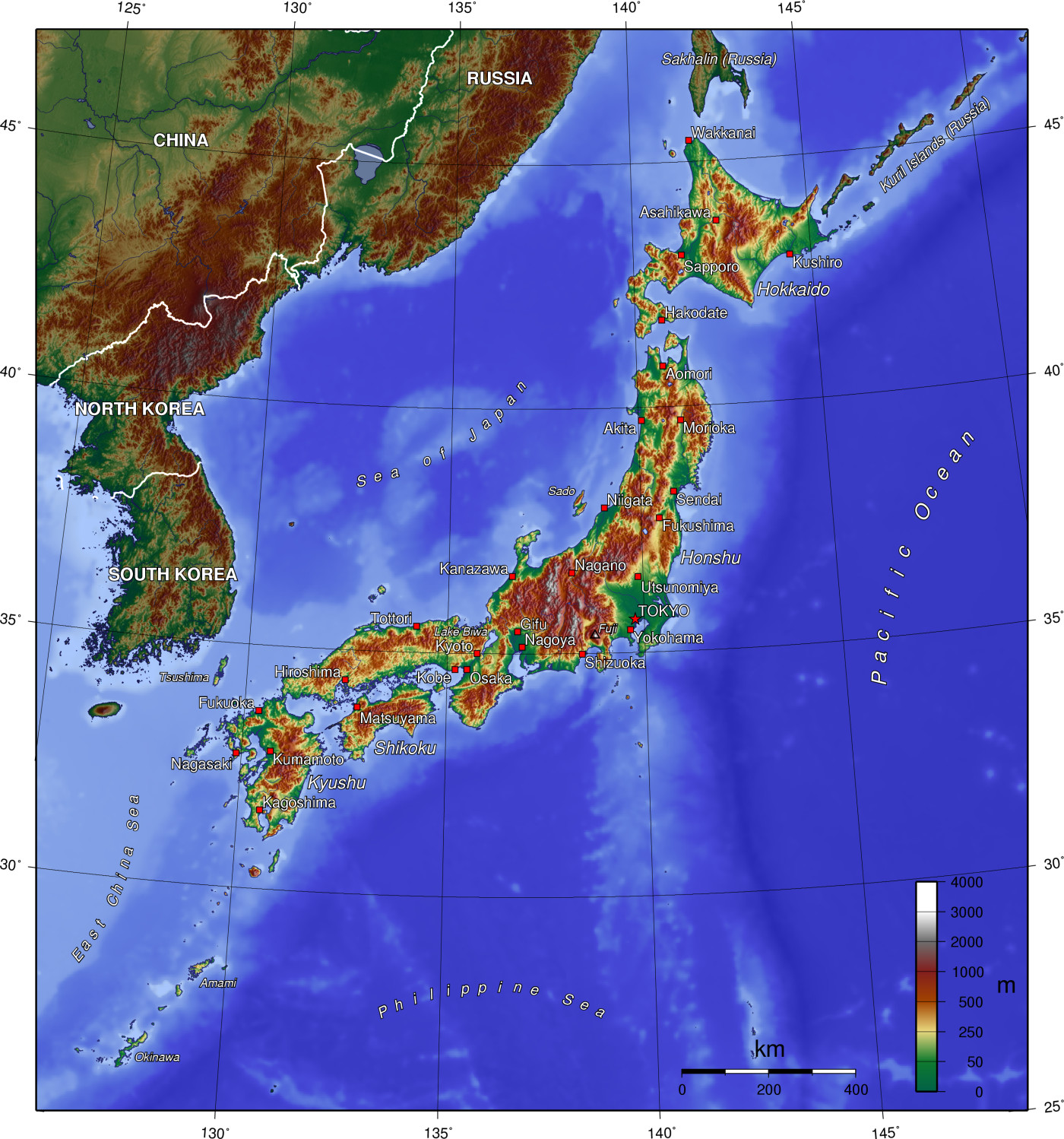
Fyzická mapa Japonska
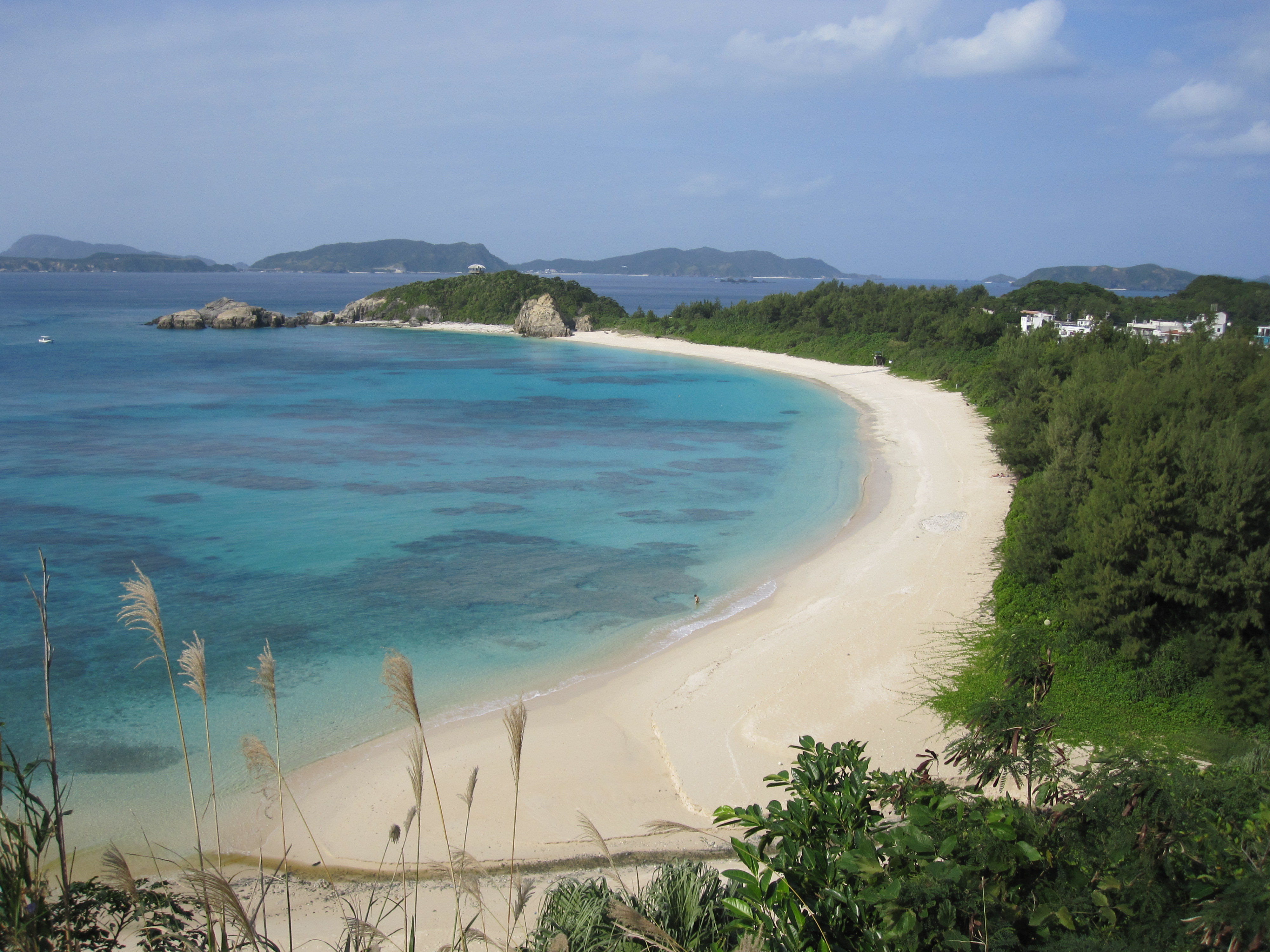
Pláž na Okinawě v prosinci
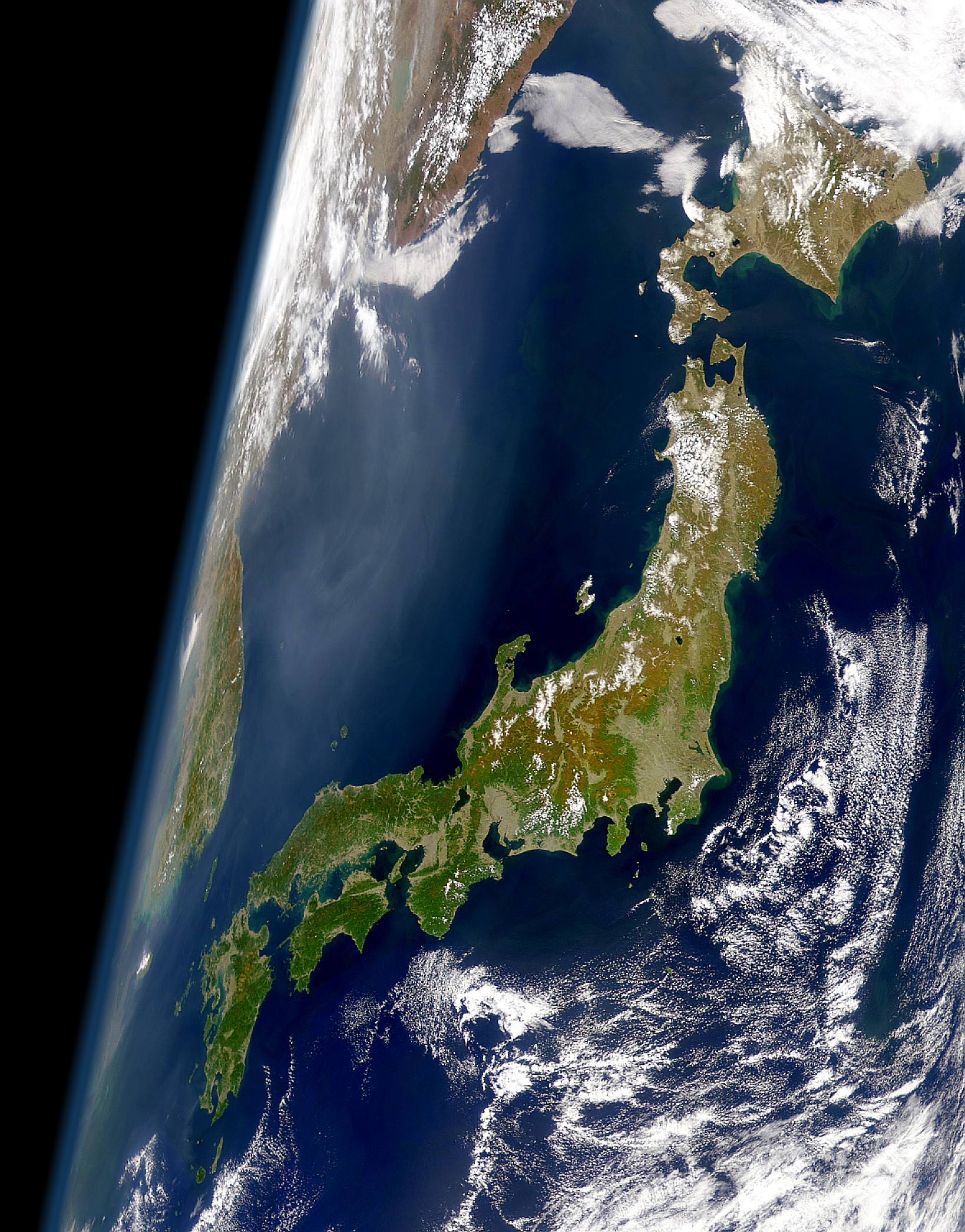
Satelitní pohled na Japonsko

## Politika

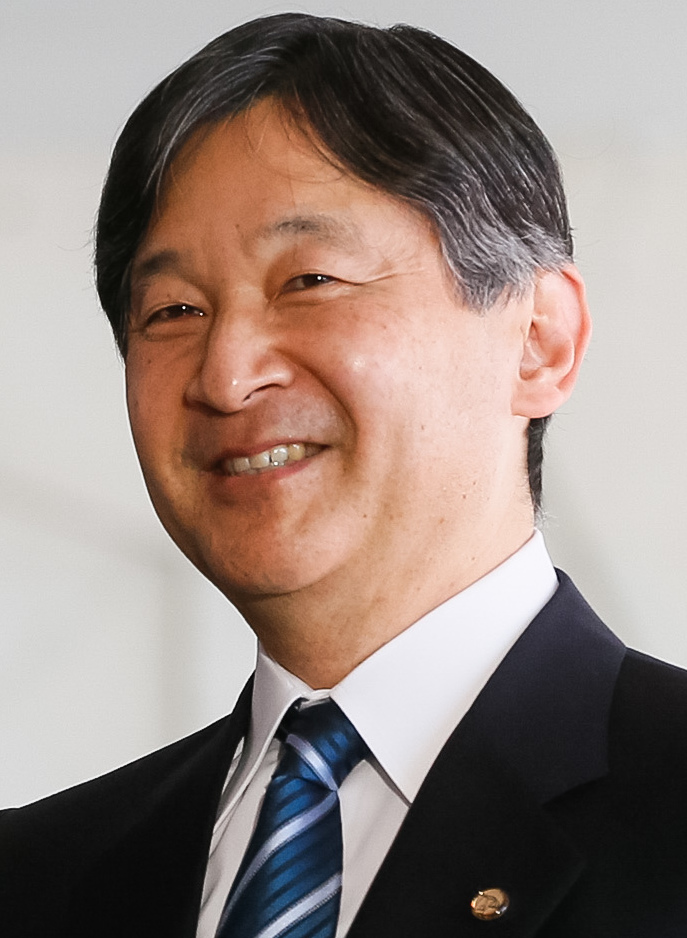
Císař Naruhito nastoupil na trůn v květnu 2019

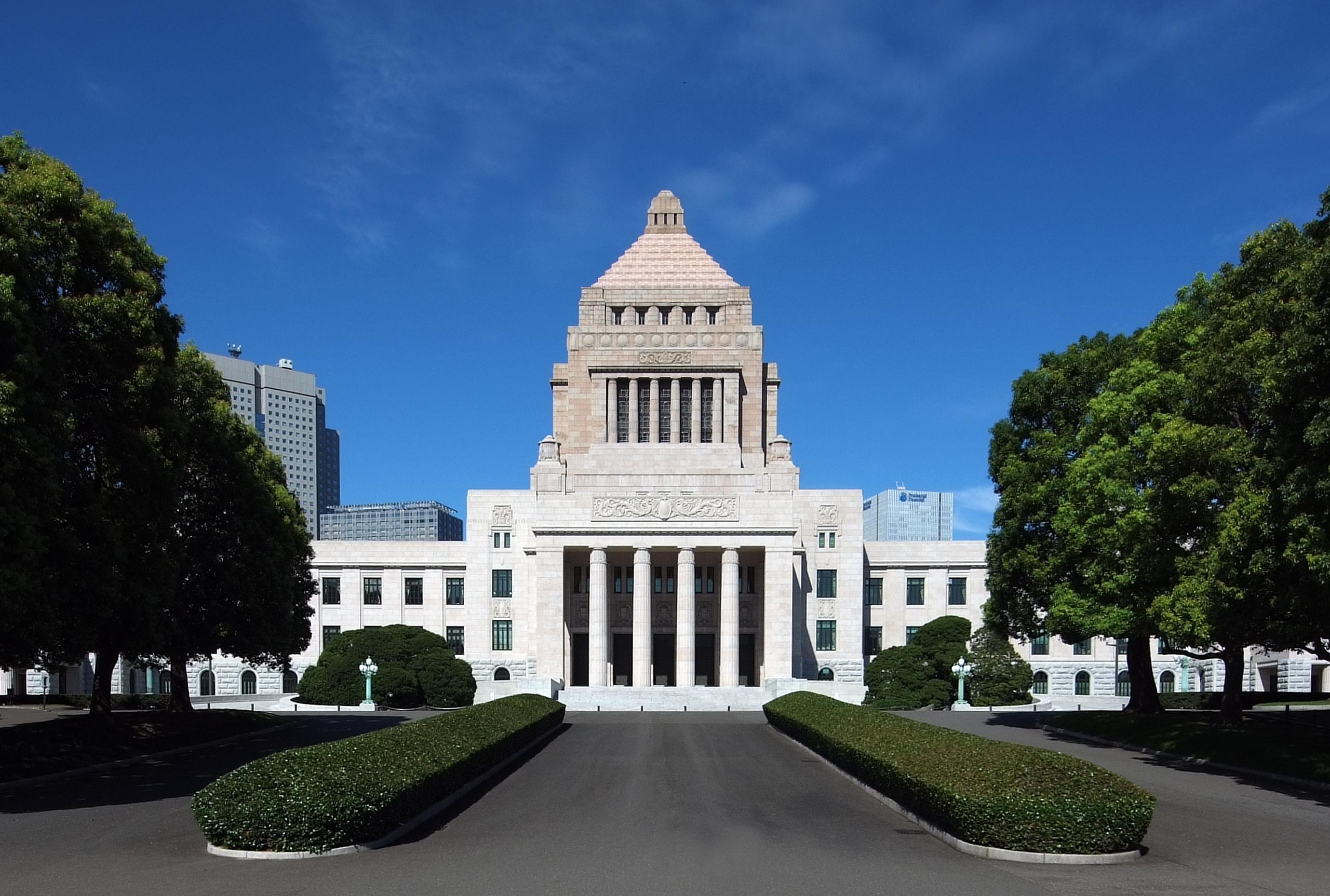
Budova parlamentu v Nagatačó v Tokiu

Japonsko je unitárním státem a konstituční monarchií, v níž je moc císaře (tennó) omezena na ceremoniální roli. Výkonnou moc má naopak japonský premiér a jeho vláda, jehož svrchovanost je svěřena japonskému lidu. Japonským císařem je Naruhito, který v roce 2019 nastoupil na chryzantémový trůn po svém otci Akihitovi.
Zákonodárným orgánem je dvoukomorový Japonský parlament. Skládá se z Poslanecké sněmovny, která má 465 členů, volených každé čtyři roky nebo při předčasných volbách, a Sněmovny rádců s 248 členy, volených na šestileté období. Aktivní volební právo mají osoby starší 18 let, volí se tajně do všech zastupitelských úřadů. Liberálně demokratická strana (LDP) byla u moci od roku 1955 až do roku 2009, s výjimkou koaliční vlády zformované opozičními stranami v letech 1993-1996. Největší opoziční stranou byla po desetiletí sociálně liberální Demokratická strana Japonska (DPJ), které poprvé a s velkým náskokem zvítězila v předčasných parlamentních volbách v srpnu 2009.
Premiér je hlavou vlády, je jmenován japonským císařem poté, co je navržen parlamentem, a Poslanecká sněmovna mu musí vyslovit důvěru. Mezi jeho důležité pravomoci patří jmenování a odvolávání ministrů, z nichž většina musí být členy parlamentu. V současnosti slouží jako předseda japonské vlády Šigeru Išiba.
Historicky byl japonský politický systém ovlivněn hlavně Čínou. Nicméně ke konci 19. století byl právní systém z velké části založen na evropském právu, zejména pak na systému ve Francii a Německu. Například v roce 1896 japonská vláda zavedla občanský zákoník založený na německém modelu. S poválečnými změnami zůstává tento zákoník platný i v dnešním Japonsku. Moc zákonodárná náleží japonskému Národnímu shromáždění. Současná ústava vyžaduje, aby císař vyhlásil legislativu, která prošla parlamentem, aniž by mu dávala pravomoc zákon odmítnout. Moc soudní je v Japonsku rozdělena do 4 základních stupňů: Nejvyšší soud a 3 stupně nižších soudů.

### Zahraniční vztahy

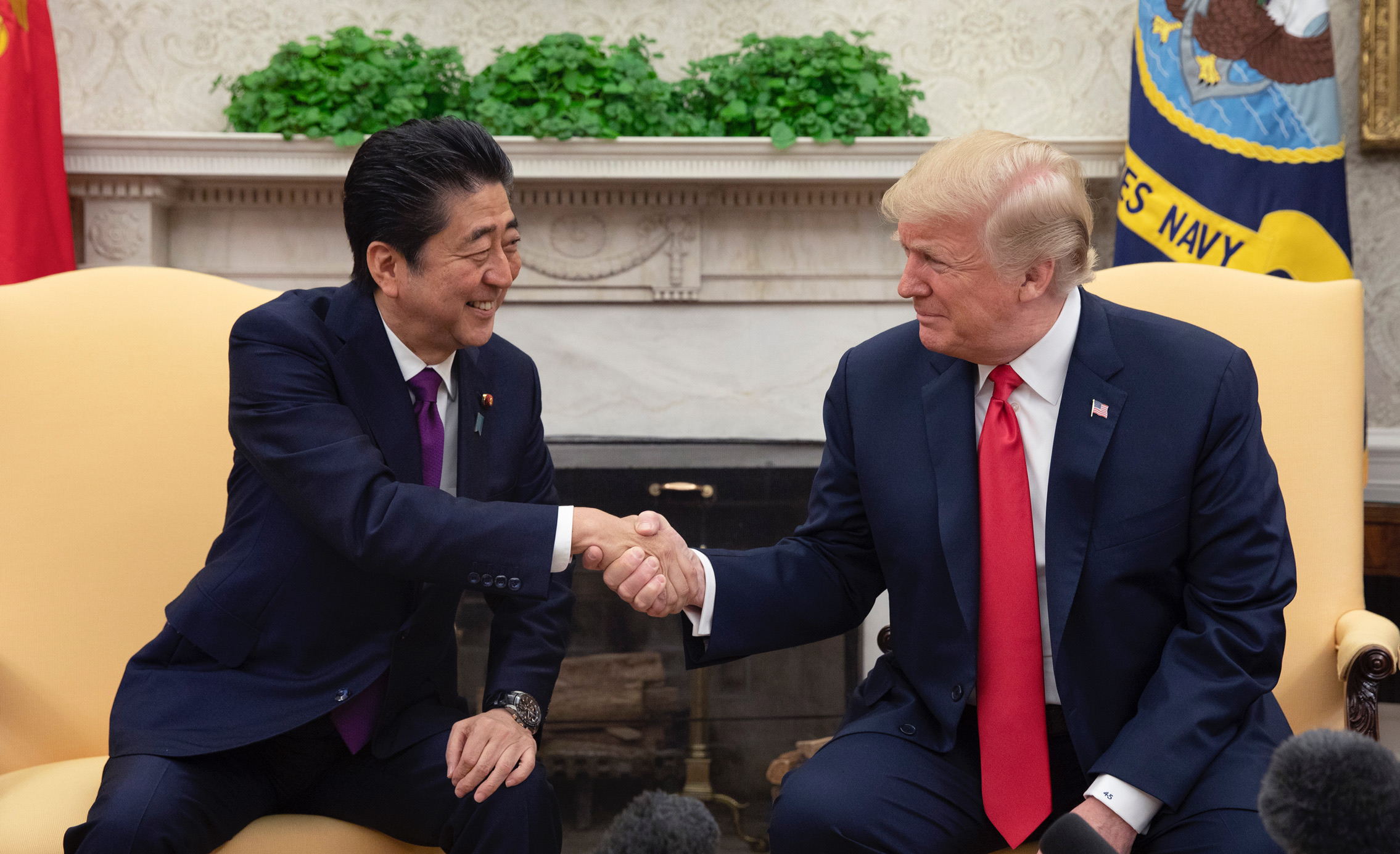
Japonský premiér Šinzó Abe a americký prezident Donald Trump 7. června 2018

Japonsko je členským státem Spojených národů a do roku 2024 nestálým členem Rady bezpečnosti Spojených národů. Japonsko se spolu se členy skupiny G4 – Brazílií, Německem a Indií, uchází o stálá křesla v bezpečnostní radě.
Jednou z podmínek kapitulace po 2. sv. válce bylo rozpuštění armády. Japonsko se podle článku 9. ústavy vzdalo vlastní armády, ale ústava nebyla porušena, když roku 1954 založilo tzv. síly sebeobrany, které se dělí na pozemní, námořní a vzdušné a čítají asi 247 000 vojáků.
Jako ekonomická síla je Japonsko členem skupin G8 a APEC a vynakládá velké prostředky na mezinárodní pomoc a rozvojové projekty. Japonsko vede teritoriální spory s Ruskem a Čínou ohledně sporných ostrovů Senkaku a Kuril a také si neudržuje dobré vztahy se Severní Koreou, s níž přetrvávají rozpory ohledně únosu japonských občanů a programu jaderných zbraní. Dlouhodobě naopak úzce spolupracuje se Spojenými státy americkými.

### Administrativní dělení

Tokio s horou Fudži v pozadí

Japonsko se dělí na 47 prefektur, z nich šest je dále děleno na podprefektury. Nejnižšími administrativními jednotkami jsou města, městečka a vesnice, přičemž dvacet nejlidnatějších měst vyjma Metropolitního města Tokio jsou města určená nařízením vlády a jsou dělena do městských čtvrtí. 
Japonský právní řád nezná pojem hlavního města, v českém prostředí za něj však bývá označována prefektura Tokio (東京), která ztratila postavení města při změnách systému státní správy v roce 1943. Prefektura má nyní 9,3 milionů obyvatel, včetně venkovských oblastí a administrativně pod ni spadajících odlehlých souostroví. Na území prefektury Tokio se nachází vládní budovy, císařský palác a centrum oblasti. Naopak třetina prefektury je pokryta horami a lesy. Metropolitní oblast souvislého osídlení tvořená cca 6 prefekturami má celkem více než 37 milionů obyvatel. Podle některých vymezení do ní spadá i Jokohama, uváděná níže jako samostatné město, kterým na rozdíl od Tokia je.

## Ekonomika

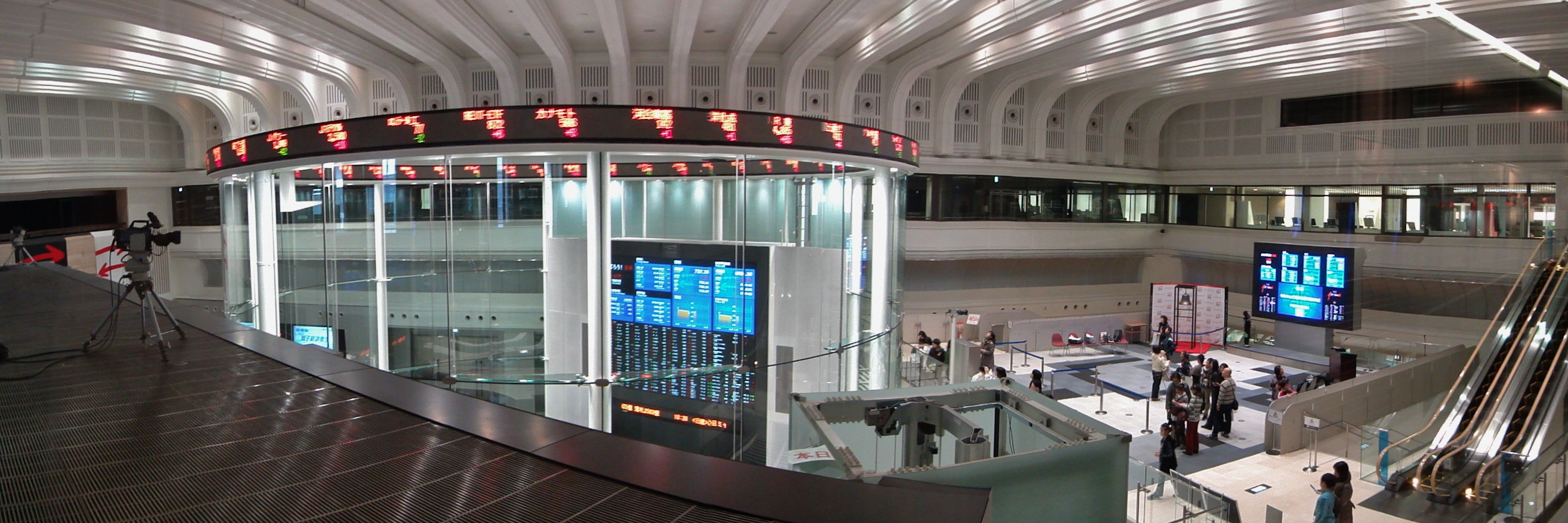
Tokijská burza, největší burza v Asii.

Japonská ekonomika je třetí největší na světě a dá se označit za asijskou ekonomickou velmoc. Největší růst zaznamenala v druhé polovině 20. století, když v 60. letech rostla průměrně o 10 % ročně, v 70. pak o 5 %. Tehdy se začalo hovořit o japonském hospodářském zázraku.
Zaměřuje se hlavně na průmysl – výrobu automobilů (Japonsko byl druhý největší výrobce automobilů na světě v roce 2009. v roce 2015 třetí), dopravních prostředků, elektroniky, strojírenství. Těží ze vzdělané a disciplinované pracovní síly, v posledních letech ji ale trápí deflace.

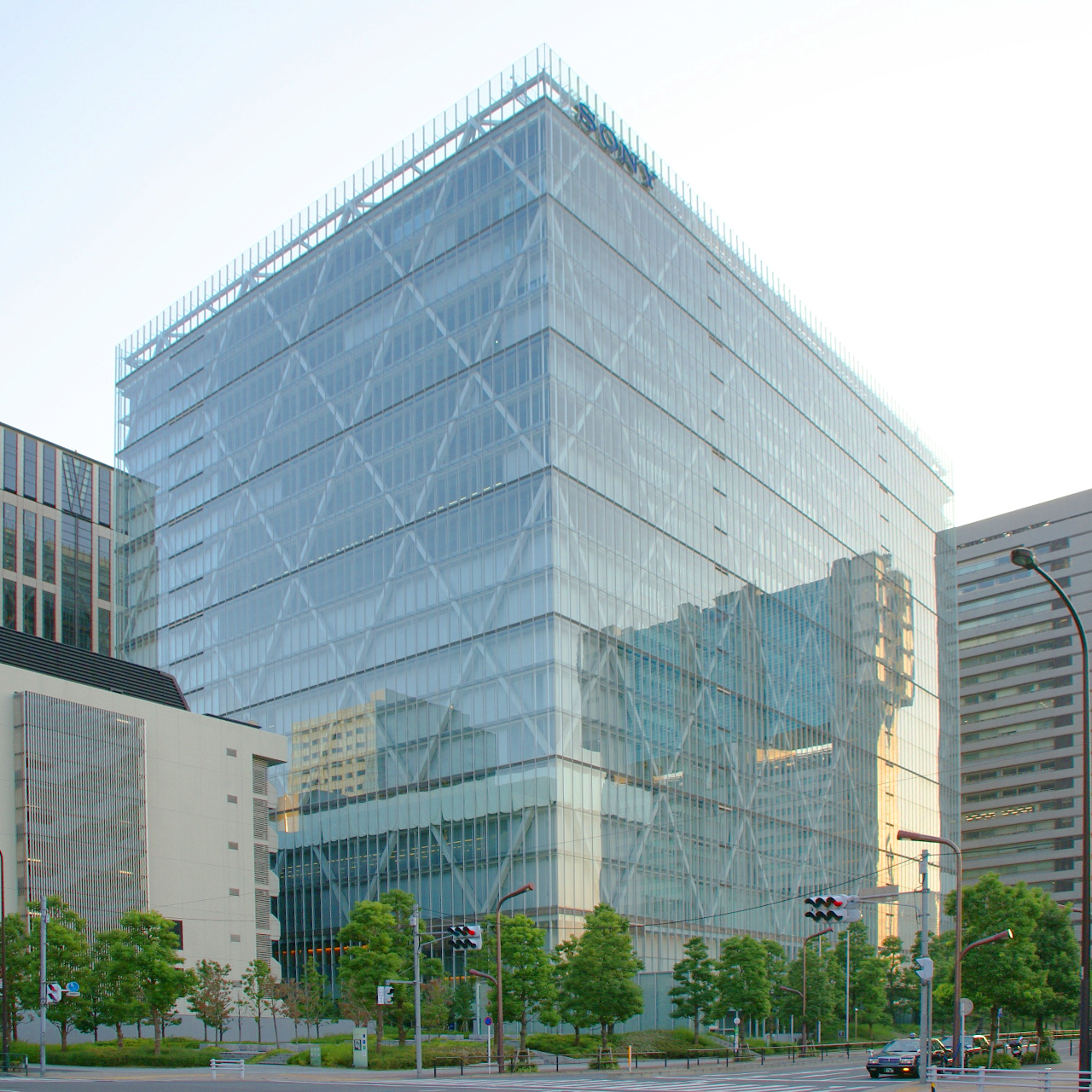
Sídlo společnosti Sony

Po druhé světové válce Japonsku vyšly především dvě sázky. První byla na automobilový průmysl. Ačkoli západní značky byly již dobře zavedené, Japonci dokázali na euroamerické trhy proniknout kombinací dobré ceny a solidní kvality. Značky jako Toyota, Honda, Nissan, Mazda, Mitsubishi nebo Subaru se staly rychle symbolem japonské průmyslové moci. V oblasti motocyklů se to samé povedlo značkám Yamaha, Suzuki či Kawasaki. Boom výroby aut i motocyklů vynesl na vrchol i výrobce pneumatik Bridgestone, který se stal světovou prodejní jedničkou ve svém oboru. Druhou vítěznou sázkou japonského hospodářství po roce 1945 se stala jemná elektronika. Zpočátku firmy získaly významnou státní podporu, brzy se z nich ale stali globální giganti - Sony, Toshiba, Canon, Panasonic, Nikon, Hitachi, Sharp, Fujitsu, Casio, JVC, Seiko, Olympus. Přehrávače, fotoaparáty, hodinky či spotřebiče těchto značek zaplavily od 60. let 20. století celý svět. Japonský poválečný hospodářský model ovšem ovlivnil svět ještě jinak - stal se přiznaným vzorem pro další ekonomiky v oblasti, především pro Jižní Koreu a Čínu, a i zde zafungoval.

### Doprava

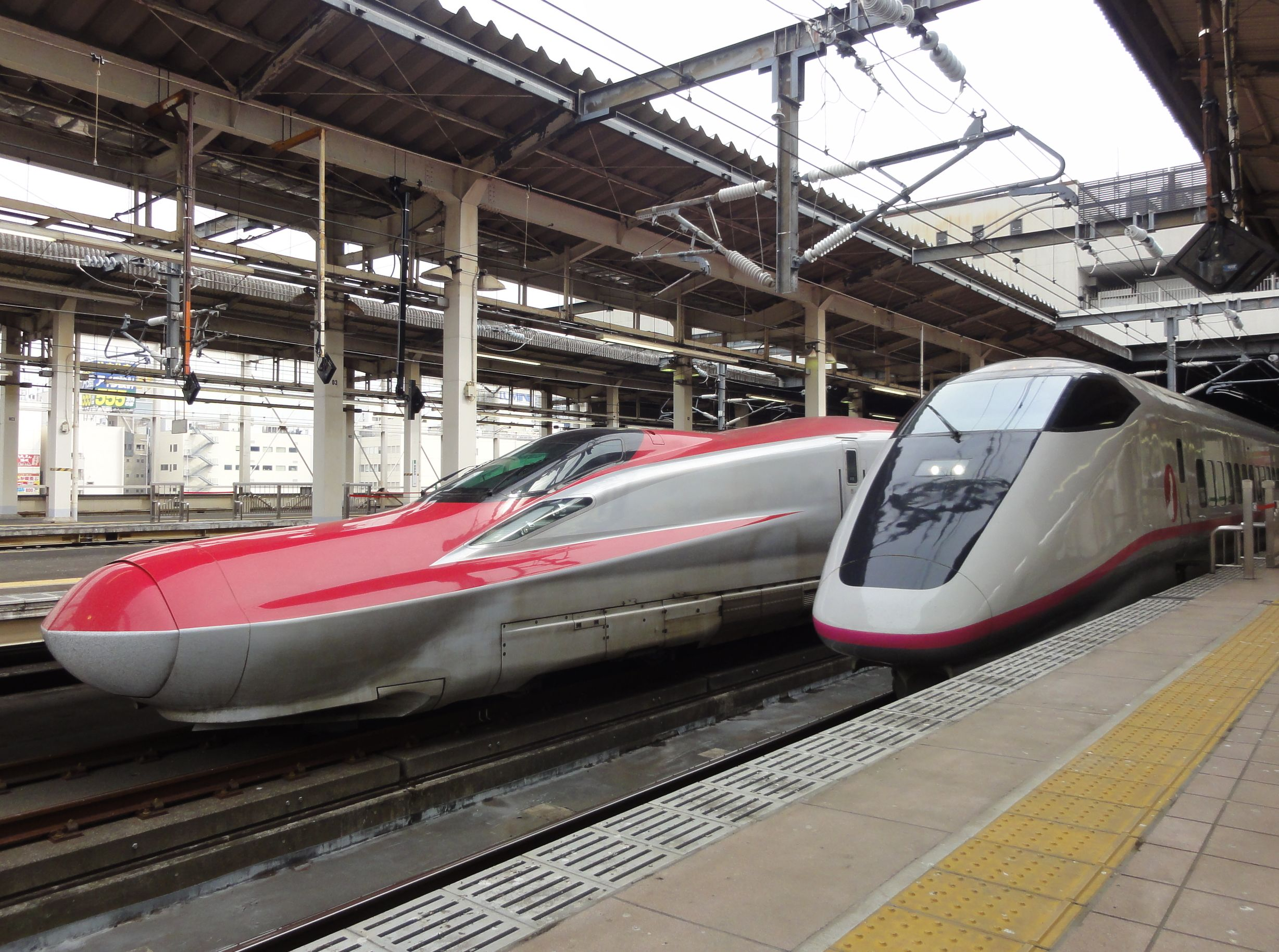
Vlaky šinkansen typu E6 a E3

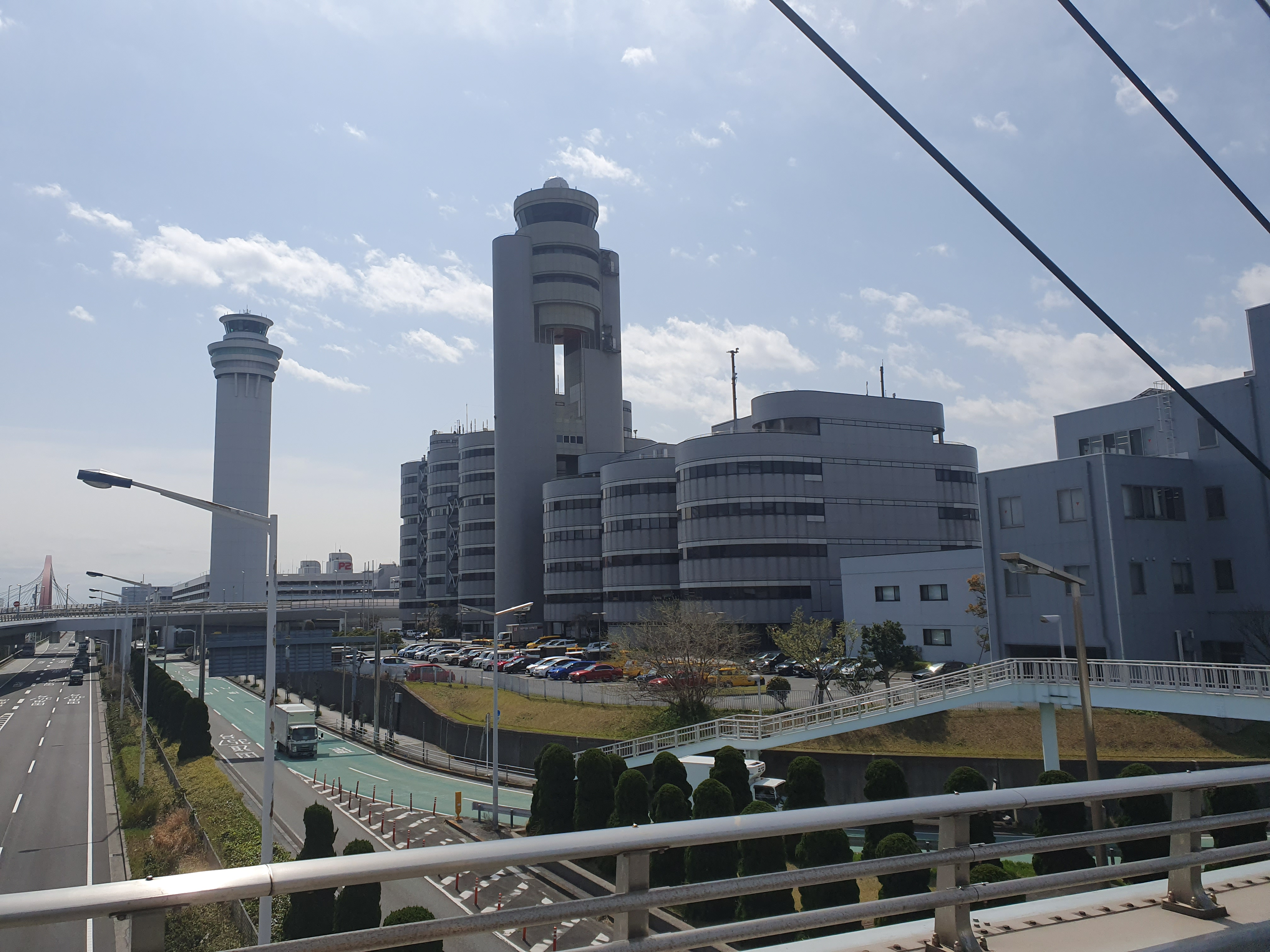
Letiště Haneda

Japonsko bylo první zemí na světě, která vyvinula vysokorychlostní železnici. První trať byla otevřena v roce 1964 a spojovala Tokio a Ósaku. Nesla název Tókaidó a vlaky na ní jezdily maximální rychlostí 210 km/h. Síť vysokorychlostních tratí se nazývá Šinkansen. K roku 2017 měla již 2800 kilometrů a tvořilo ji osm tratí. Jezdí na ní vysokorychlostní vlaky, které se obvykle označují stejným termínem. Oficiálně sice mají vlaky vlastní názvy, např. Nozomi (Naděje), Hikari (Světlo), Kodama (Ozvěna), v praxi se ale název šinkansen používá i pro vlaky, a to i v samotném Japonsku.
Na území Japonska jezdí 250 těchto vlaků. Nejvyšší dosahovaná provozní rychlost je 320 km/h, na trati Tóhoku. Od roku 2030 by měly dosahovat rychlosti až 360 km/h. Šinkanseny využívají i tunel Seikan, druhý nejdelší na světě, spojující ostrovy Honšú a Hokkaidó. Kvůli bezpečnosti a rychlosti provozu mají tratě šinkansen výhradně mimoúrovňová křížení s ostatními druhy dopravy i s ostatními železnicemi. Do roku 1986 jezdila na tratích šinkansen jen státní železniční společnost, ta však byla toho roku rozdělena a zprivatizována. V Japonsku je železnice hlavním prostředkem osobní dopravy, zejména mezi velkými městy. Široce je ale využívána i pro příměstskou dopravu v metropolitních oblastech. Rozšířená je i železnice městská. První železniční trať byla přitom v Japonsku postavena až roku 1872, tedy později než ve většině evropských zemí. Masivní rozvoj nastal především po druhé světové válce.
V Japonsku je 1,2 milionu kilometrů silnic, z toho 52 000 kilometrů dálnic a 8000 kilometrů tzv. expresních dálnic. To je obvykle považováno za nedostatečné, vzhledem k počtu automobilů. Důvodem je, že stát preferuje rozvoj železnice. Japonsko má na silnicích levostranný provoz.
V Japonsku je 176 letišť. Nejvytíženějším z nich je letiště Haneda v Tokiu, čtvrté nejvytíženější na světě. Japonsko má šestý největší letecký trh na světě. V roce 2018 to značilo 126 milionů přepravených pasažérů. Největšími japonskými leteckými společnostmi jsou Japan Airlines a All Nippon Airways.
Fukuoka, Kóbe, Kjóto, Nagoja, Ósaka, Sapporo, Sendai, Tokio a Jokohama mají systém městské podzemní dráhy.

## Obyvatelstvo

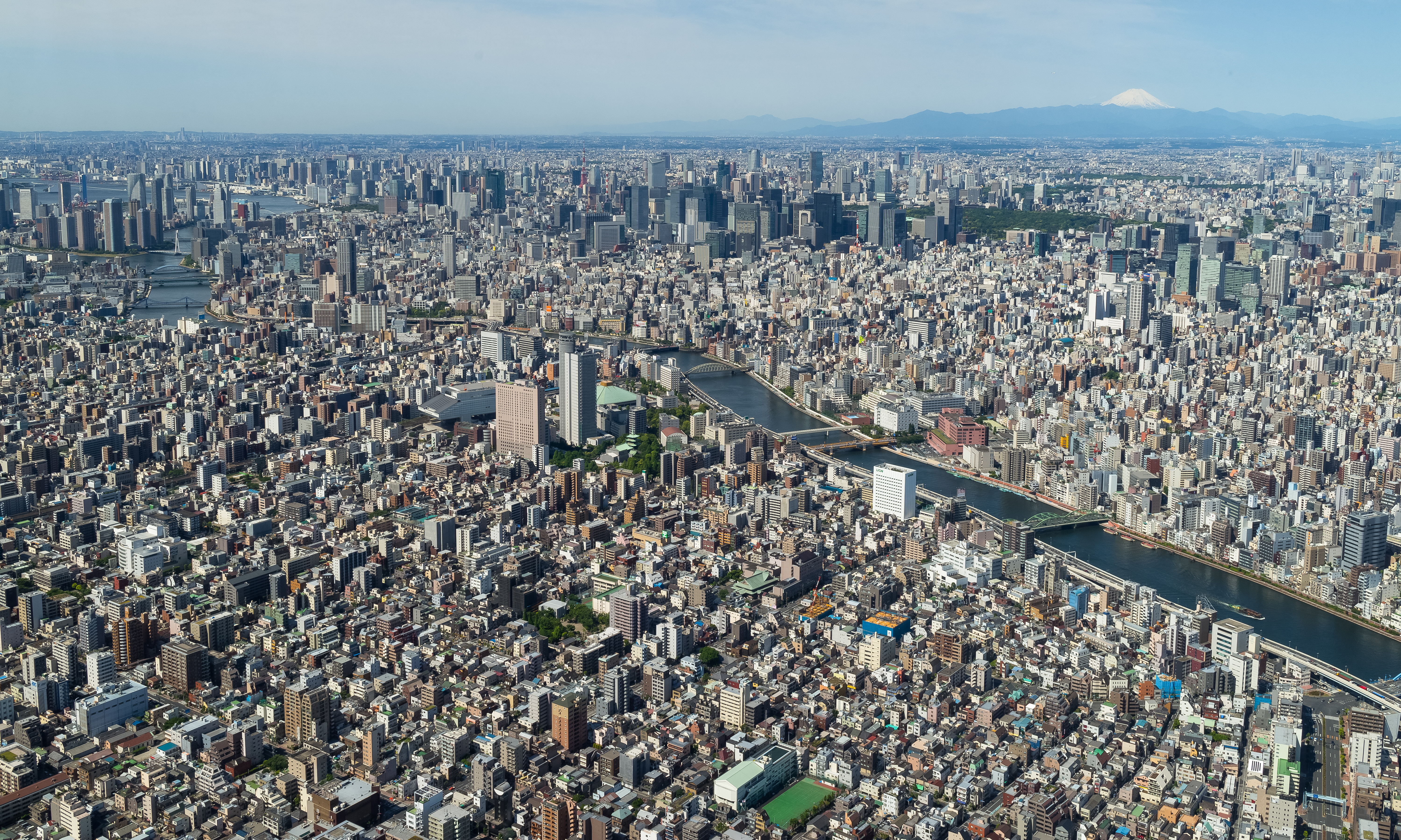
Pohled na Tokio z vrcholu Tokyo Skytree. Oblast Velkého Tokia je považována za nejlidnatější metropolitní oblast na světě

Japonsko má 123,44 milionů obyvatel, z nichž téměř 120 milionů jsou japonští státní příslušníci (odhad k únoru 2025). Zbytek tvoří malá populace cizinců. Japonsko je nejrychleji stárnoucí zemí na světě a má nejvyšší podíl starších občanů ze všech zemí, kteří tvoří třetinu celkové populace; je to důsledek baby boomu po druhé světové válce, po němž následovalo prodloužení střední délky života a pokles porodnosti. Japonsko má úhrnnou plodnost 1,2, což je méně než míra reprodukce 2,1, a patří k nejnižším na světě: jeho střední věk je 48,4 let, což je nejvyšší hodnota na světě. K roku 2025 je více než 29,3 % obyvatel starších 65 let, což je více než každý čtvrtý obyvatel Japonska. Vzhledem k tomu, že stále více mladých Japonců neuzavírá manželství nebo zůstává bezdětných, očekává se, že do roku 2065 klesne počet obyvatel Japonska na přibližně 88 milionů.
Změny v demografické struktuře vyvolaly několik sociálních problémů, zejména pokles počtu pracovních sil a zvýšení nákladů na sociální dávky. Japonská vláda předpokládá, že do roku 2060 bude na každou osobu v produktivním věku připadat téměř jeden starší člověk. Jako řešení, které by mělo zajistit mladší pracovníky pro podporu stárnoucí populace země, se někdy navrhuje imigrace a pobídky k porodnosti. V roce 2019 byl v Japonsku přijat revidovaný imigrační zákon, který chrání práva zahraničních pracovníků, aby pomohl snížit nedostatek pracovních sil v některých odvětvích.
Problémem Japonska jsou sebevraždy. Japonsko se sice mírou sebevražd neřadí do top 10 zemí světa, ačkoliv bývá v kultuře a v historických rituálech se sebevraždami často spojováno, nejčastější příčinou úmrtí jsou však mezi muži ve věku 20–44 a mezi ženami ve věku 15–30 právě sebevraždy, přičemž u mužů je pravděpodobnost spáchání sebevraždy dvojnásobně vyšší než u žen.
V roce 2023 žilo 92 % celkové japonské populace ve městech, hlavní město Tokio má 14,3 milionu obyvatel (2025) a je součástí Velkého Tokia, největší metropolitní oblasti na světě s 37,4 milionu obyvatel (2024). Japonsko je etnicky a kulturně homogenní společností, Japonci tvoří s 97,4 % nejpočetnější skupinu obyvatel. K menšinovým etnickým skupinám v zemi patří původní obyvatelé Ainuové a Rjúkjúanové, mezi malé menšiny v Japonsku patří také Korejci Zainiči, Číňané, Filipínci, Brazilci převážně japonského původu a Peruánci převážně japonského původu, sociální menšinu tvoří burakuminové.

#### Seznam největších měst
- Tokio (14,3 milionů obyvatel k roku 2025)
- Jokohama (横浜 3,8 milionu obyvatel)
- Ósaka (大阪 2,8 milionů)
- Nagoja (名古屋 2,3 milionu)
- Sapporo (札幌 2,0 milionu)
- Fukuoka (福岡 1,6 milionu)
- Kóbe (神戸 1,5 milionu)
- Kjóto (京都 1,5 milionu)
- Kawasaki (1,5 mil)
- Saitama (1,3 mil)

### Jazyky

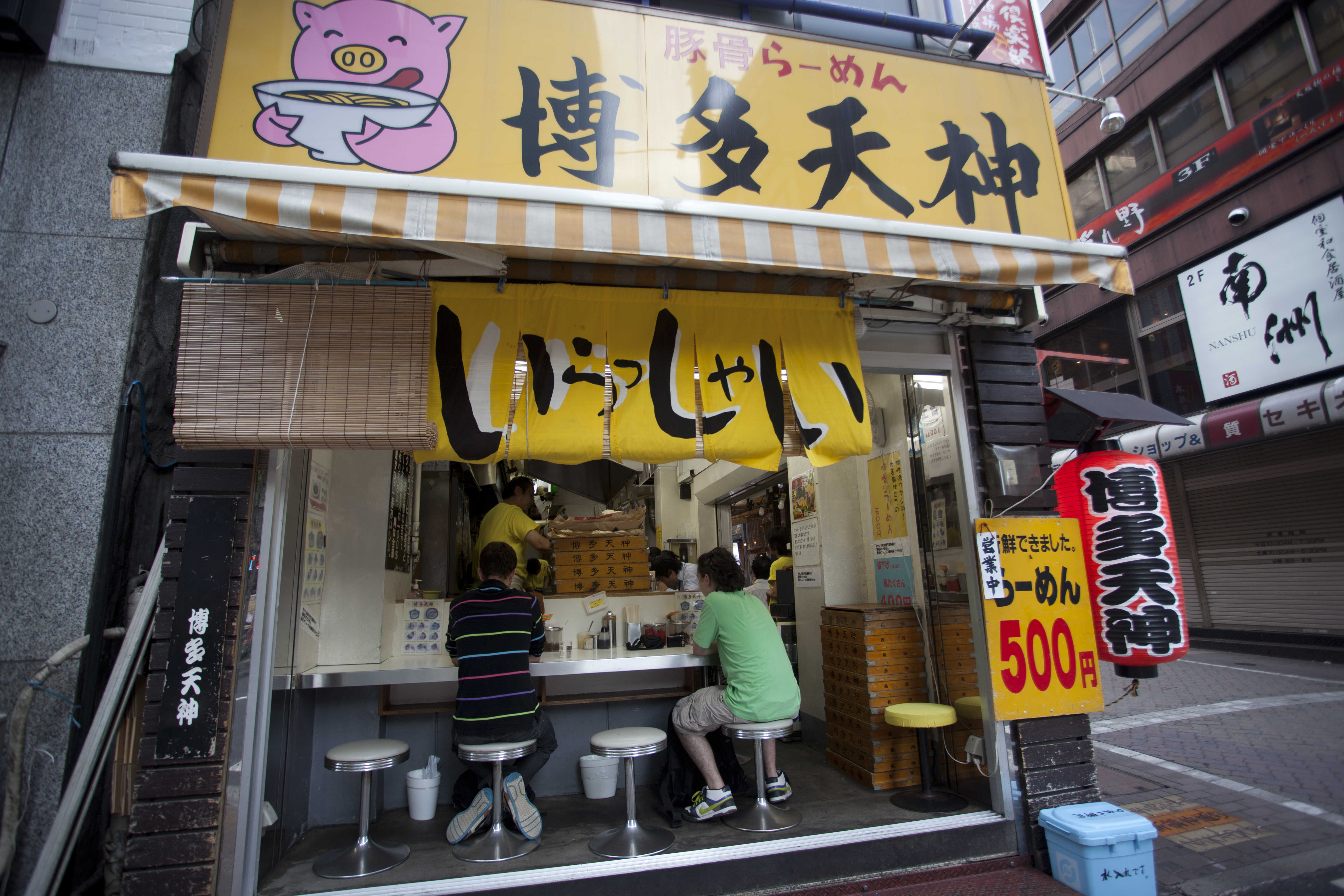
Znaky kandži a hiragana

Japonština je de facto národním jazykem Japonska a hlavním psaným i mluveným jazykem většiny obyvatel země. V japonském písmu se používají kandži (čínské znaky) a dvě fonetické slabičné abecedy (slabičná písma hiragana a katakana),  dále latinka (rómadži) a arabské číslice. Angličtina zaujímá v Japonsku významnou roli jako jazyk pro obchodní a mezinárodní styky a je povinným předmětem na nižším a vyšším stupni středních škol. Japonský znakový jazyk je hlavním znakovým jazykem používaným v Japonsku a získal určité oficiální uznání, ale jeho používání historicky bránila diskriminační politika a nedostatečná podpora vzdělávání.
Kromě japonštiny se v řetězci Rjúkjúských ostrovů mluví rjúkjúskými jazyky (amamština, kunigamiština, okinawština, mijakština, jaejamština, jonagunština), které patří do rodiny japonských jazyků. Tyto jazyky se učí jen málo dětí, ale místní vlády se snaží zvýšit povědomí o tradičních jazycích. Ainština, která je izolovaným jazykem, skomírá a k roku 2014 v ní zůstalo jen několik rodilých mluvčích.. Kromě toho se vyučuje a používá řada dalších jazyků, například korejština (včetně odlišného zainičského korejského dialektu), čínština a portugalština, které se učí etnické menšiny, přistěhovalecké komunity a rostoucí počet studentů cizích jazyků.

#### Zajímavosti z japonštiny

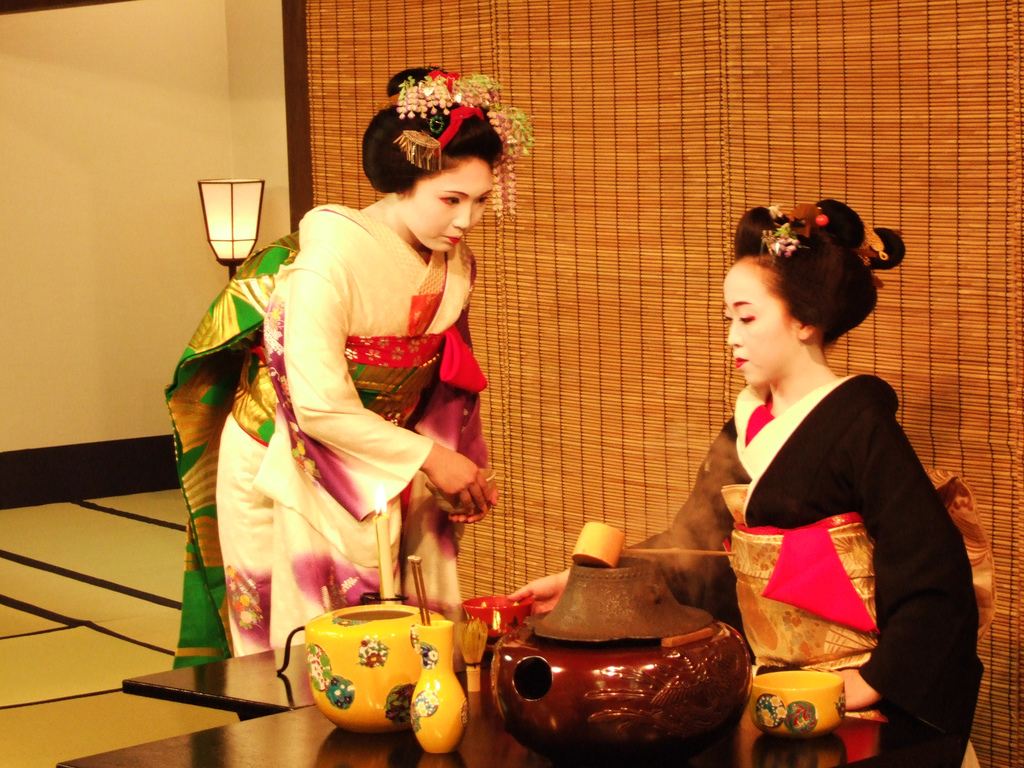
Gejšy provádějí čajový obřad

Mezi celosvětově známé japonské výrazy patří například:
- aikido – bojové umění
- bonsaj – strom nebo malý stromeček, který je tvarován
- drift – automobilový sport (řízený smyk) vzniklý v Japonsku
- gejša – společnice
- kamikaze – „božský vítr“ – sebevražední letci za 2. sv. války
- judo – bojové umění vzniklé v Japonsku
- karate – bojové umění
- katana – japonský samurajský meč lehce šavlovitého tvaru
- nindža – nájemný vrah, špión
- sakura – japonská třešeň
- samuraj – bojovník, ekvivalent evropského rytíře
- seppuku, vulgárně harakiri – obřadní sebevražda mečem pro zachování cti
- sumó – tradiční japonský zápas
- suši – tradiční japonské jídlo připravované z rýže, ryb a mořských řas
- cunami (anglický přepis tsunami, z výrazu 津波 znamenajícího vlna v přístavu) – jedna nebo několik po sobě jdoucích vln na hladině moře, které vznikají při silném zemětřesení pod hladinou moře, podmořském sesuvu nebo dopadu meteoritu do moře nebo jeho blízkosti. Vlny jsou obrovské.

Oblíbený a známý je i sójový tvaroh tofu; dále šóju (sójová omáčka) a pasta miso (ze zkvašené rýže, obilí a sójových bobů).

### Náboženství

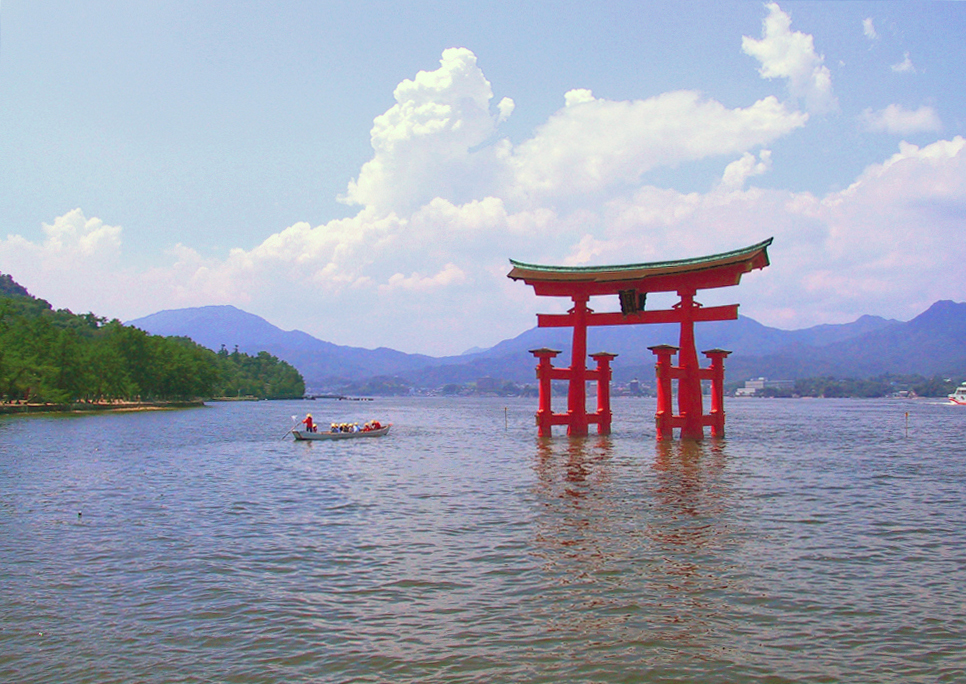
Torii u svatyně Icukušima poblíž Hirošimy; jedna ze tří slavných japonských scenérií

Hlavními japonskými náboženstvími jsou šintó a buddhismus. Specifikou Japonska je, že většina lidí se hlásí k oběma hlavním náboženstvím. V zemi je 81 097 šintoistických svatyní a 75 922 buddhistických chrámů. Ve výzkumech uvádí čtyřicet procent Japonců, že věří v Boha, nebo bohy, ale jen šest procent, že je Bůh pro jejich život důležitý. V církvi je organizováno jen 10 procent Japonců.
Podle statistického průzkumu, provedeného Japonským Ministerstvem školství, kultury, sportu, vědy a technologií (文部科学省, Monbu-kagaku-šó, MEXT) jsou přibližné počty věřících: šintó – 107 mil. obyv., buddhismus – 89 mil. obyv., křesťanů – 3 mil. obyv., jiné 10 mil. obyv. Běžně se uvádí údaje cca 70 % šintoisté, 30 % buddhisté. Tyto údaje je však třeba považovat za zavádějící, jelikož většina Japonců pouze udržuje některé národní zvyky, tradice a pověry (lze srovnat s tím, když český ateista slaví Vánoce). Běžně je v šintoistické svatyni koutek pro buddhisty a naopak. Ke křesťanství se hlásí (červenec 2021) necelé 1 % etnických Japonců (podle jiných údajů až 6 %), a také asi 0,5 mil. cizinců zde žijících, hlavně Korejců, Filipínců a Brazilců. Velmi oblíbené jsou v Japonsku křesťanské svatby, a to i u nekřesťanů.
V zemi také působí mnoho sekt, které tato náboženství kombinují, na vzestupu jsou nyní sekty vyznávající boha Kušizaka, které jsou známé svým velmi pozitivním přístupem k tělesné lásce.

### Vzdělání

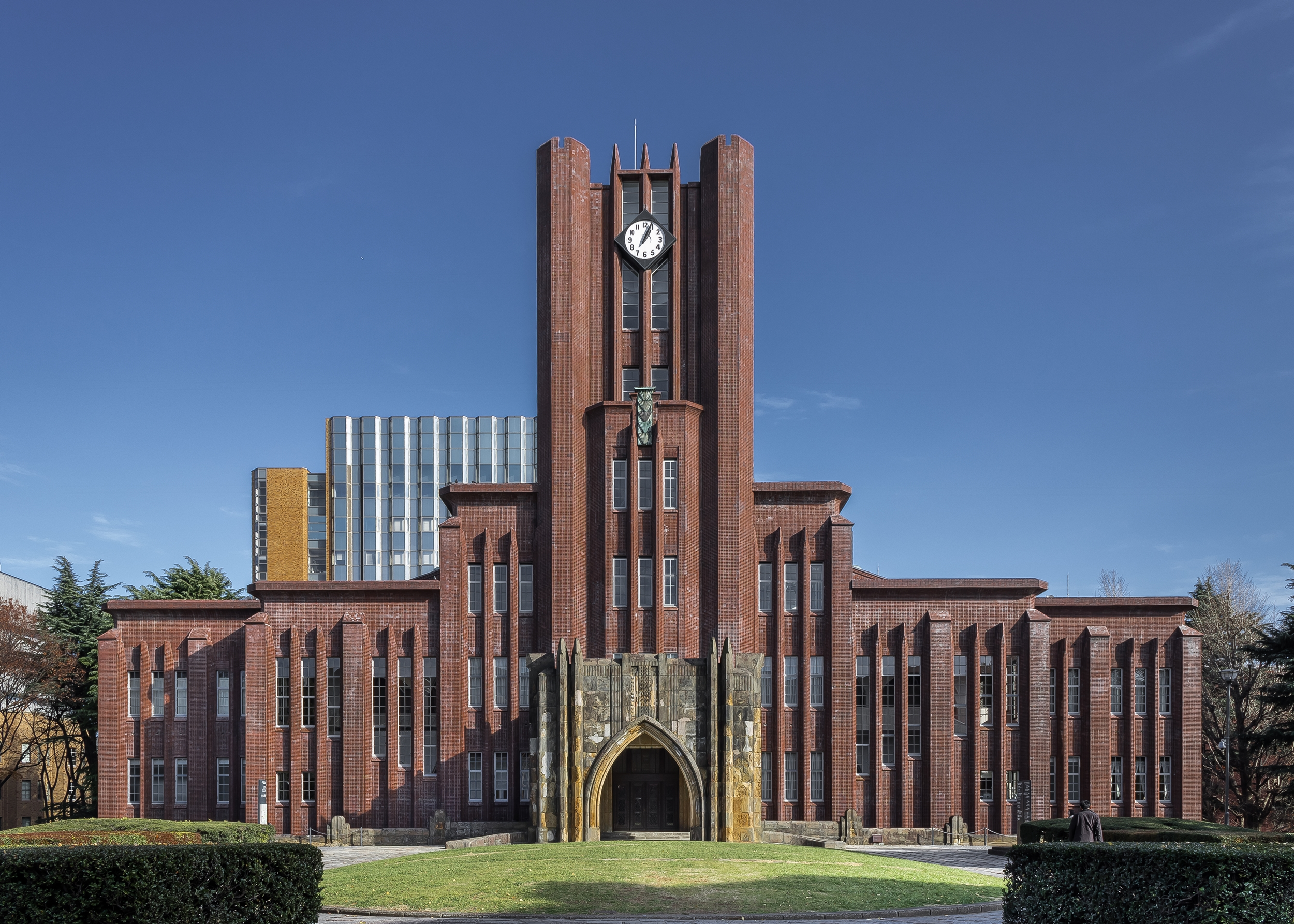
Tokijská univerzita

Vzdělání na všech úrovních je zajišťováno jak veřejnými, tak soukromými institucemi. Na všech úrovních vzdělávání se platí školné jak na veřejných, tak na soukromých školách. Jedinou výjimkou jsou veřejné školy poskytující povinné základní vzdělávání (6 + 3 roky), které jsou financovány zcela z veřejných zdrojů. Soukromé vzdělávací instituce se těší značné oblibě především na vyšší sekundární (středoškolské) a terciární (vysokoškolské) úrovni, přičemž kvalita i popularita některých soukromých vysokých škol dosahuje takové úrovně, že je řadí mezi nejlepší vysoké školy v Japonsku i v Asii. Vzdělání je v Japonsku přisuzována vysoká společenská vážnost a jeho kvalita obecně dosahuje vysoké úrovně. I přes to, že školné na japonských školách je jedno z nejvyšších na světě a dlouhodobě stále roste, zájem o vzdělání zůstává vysoký. V roce 2017 mělo Japonsko s 51% podílem osob s terciárním vzděláním na populaci ve věku 25–64 let po Kanadě 2. nejvzdělanější pracovní sílu mezi zeměmi OECD. Celkové výdaje na vzdělávání vyjádřené jako podíl na HDP jsou sice pod průměrem zemí OECD (4,1 % oproti 5 %), nicméně výdaje na jednoho žáka jsou naopak nadprůměrné. V mezinárodních srovnávacích testech PISA pro oblasti čtenářské gramotnosti, matematiky a přírodních věd japonští studenti pravidelně zaujímají přední příčky mezi zeměmi OECD.
Základním stavebním kamenem japonské vědy jsou univerzity. V Šanghajském žebříčku, který tradičně hierarchizuje nejlepší vysoké školy na světě, má Japonsko (k roku 2021) tři univerzity v první stovce. Nejvyšší prestiž má Tokijská univerzita, která je žebříčkem vyhodnocena jako 24. nejlepší na světě. Druhou nejkvalitnější školou v Japonsku má být Kjótská univerzita (37. na světě), třetí pak Nagojská univerzita (84.).

### Literatura

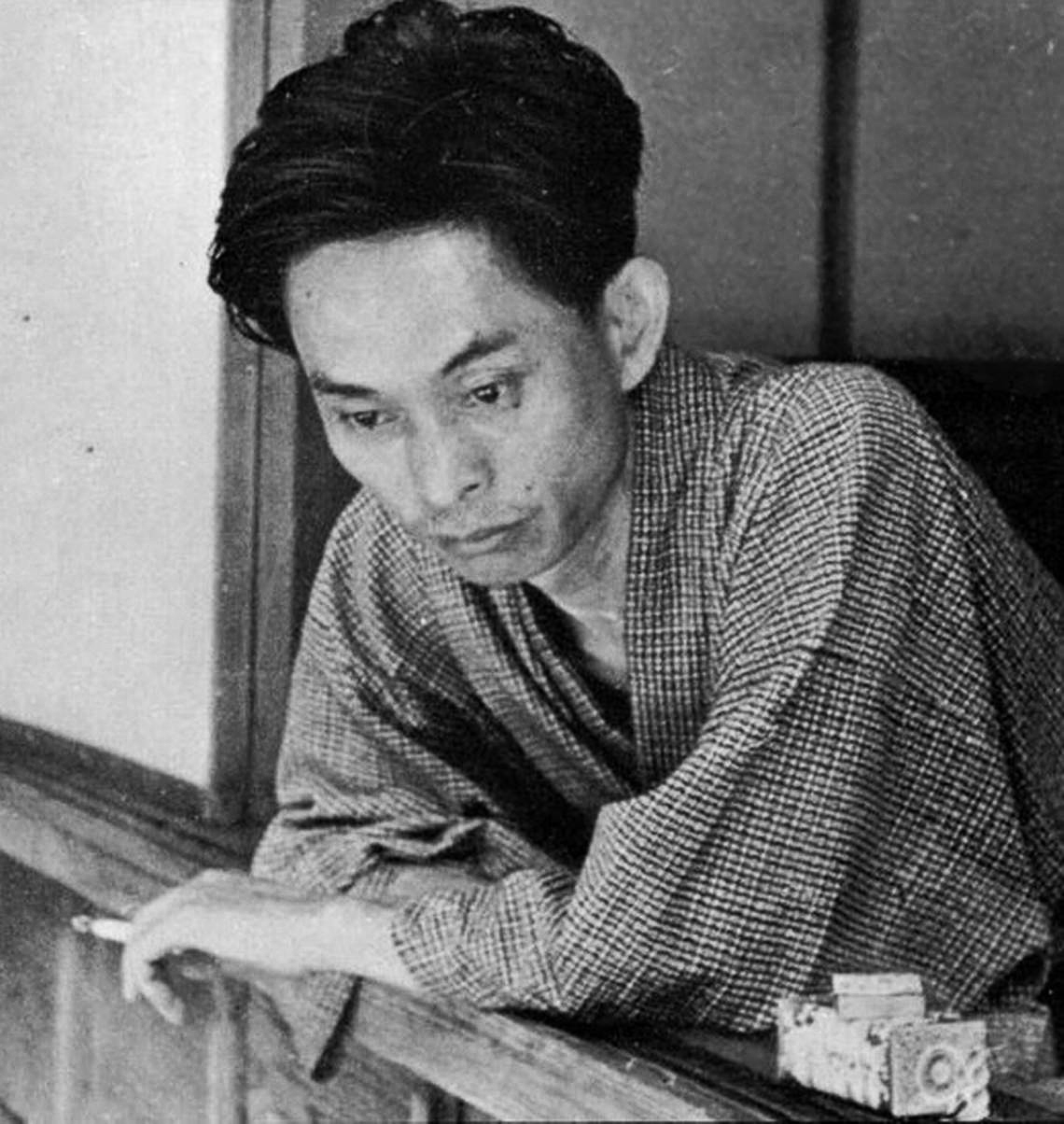
Jasunari Kawabata

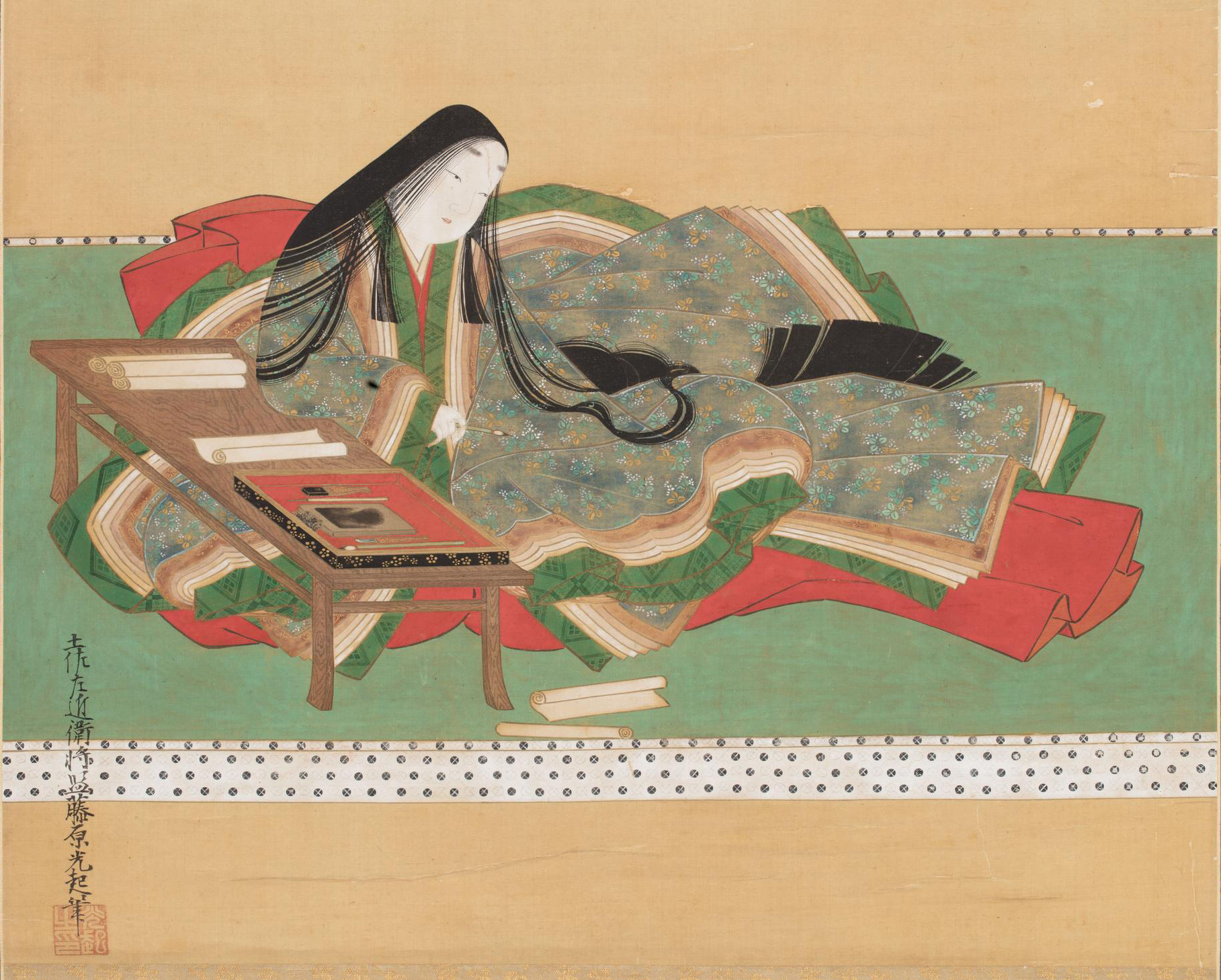
Murasaki Šikibu

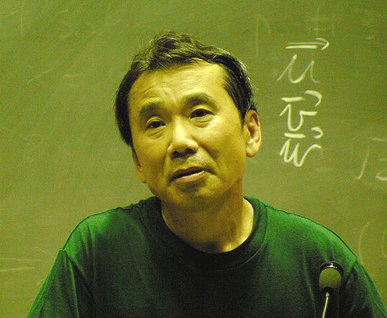
Haruki Murakami

## Kultura
Velmi známé je japonské umění krásného písma – kaligrafie, porcelán, komiksy – manga (čtou se zprava doleva), origami (skládačky z papíru), ikebana (umění aranžování květin), a čajové obřady. Významným symbolem Japonska je i kimono (tradiční japonský oděv), mnohdy viděný na umělkyních zvaných gejša (společnice, které baví tradičními tanci, hrou na hudební nástroje, příjemnou konverzací apod.); třebaže se jako běžný oděv již téměř nenosí, často (v rodinách či u osob ctících tradici) je používán při významných příležitostech (svatba ap.).

### Výtvarné umění

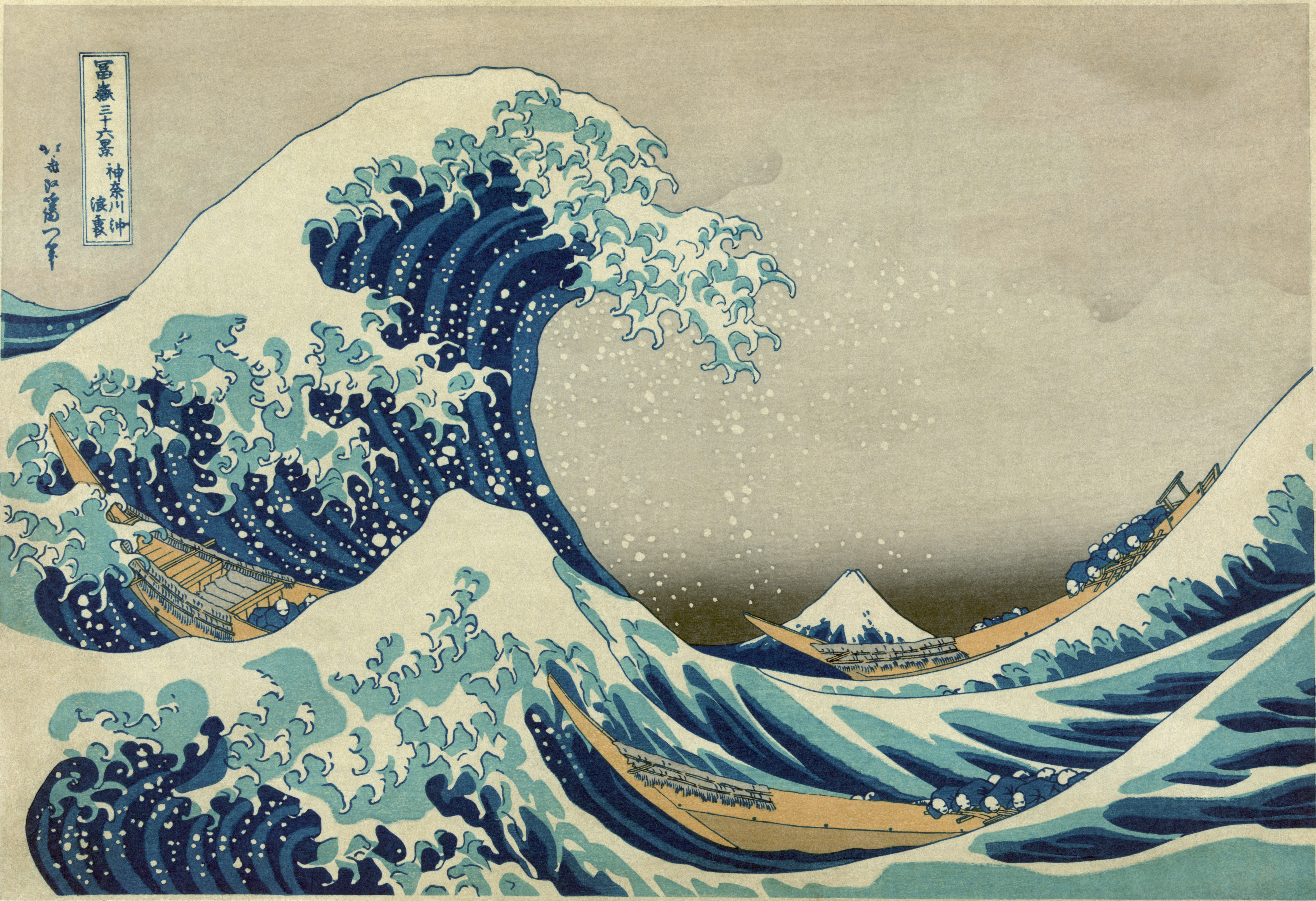
Nejslavnější dřevoryt z cyklu 36 pohledů na horu Fudži

Zcela osobitým vývojem prošla japonská malba, vyvíjející se dlouho v součinnosti s kaligrafií. Klasickým tušovým mistrem 15. století byl Seššú Tójó. V 18. století se svými dřevotisky žánru ukijo-e proslavil Kacušika Hokusai. K jeho neslavnějším dílům patří 36 pohledů na horu Fudži. Dalšími tvůrci ukijo-e byli v této vrcholné éře japonského malířství Hirošige, Utamaro Kitagawa, Utagawa Kunijoši či Harunobu Suzuki. Všichni měli značný vliv na evropské malířství, zvláště impresionisty. Jako výtvarná umělkyně se prosadila i Joko Ono, známá především jako vdova po Johnu Lennonovi.
K nejslavnějším mangistům (mangaka) patří Masaši Kišimoto, který se proslavil především mangou Naruto, či Eiičiró Oda, autor mangy One Piece.
Nejznámějšími sochaři jsou Jajoi Kusamaová a Takaši Murakami. Oba bývají řazeni k pop-artu, neboť japonští umělci často reagují na japonskou populární kulturu a design, a to ne vždy ironicky, Murakami se například ve svém díle řídí marketingovým principem merchandisingu.
Nejoceňovanějším japonským architektem je Kenzó Tange, představitel modernismu a brutalismu, který v japonské architektuře sehrál mimořádnou roli. Byl prvním japonským držitelem prestižní Pritzkerovy ceny z roku 1987. Za šest let stejné ocenění převzal Fumihiko Maki, v roce 1995 Tadao Andó, roku 2010 cenu obdrželi společně Kazujo Sedžimaová a Rjúe Nišizawa. Roku 2013 ji získal Tojoo Itó a hned rok na to další Japonec Šigeru Ban. Roku 2019 tuto "Nobelovu cenu za architekturu" obdržel Arata Isozaki, roku 2024 Riken Jamamoto.

### Hudba

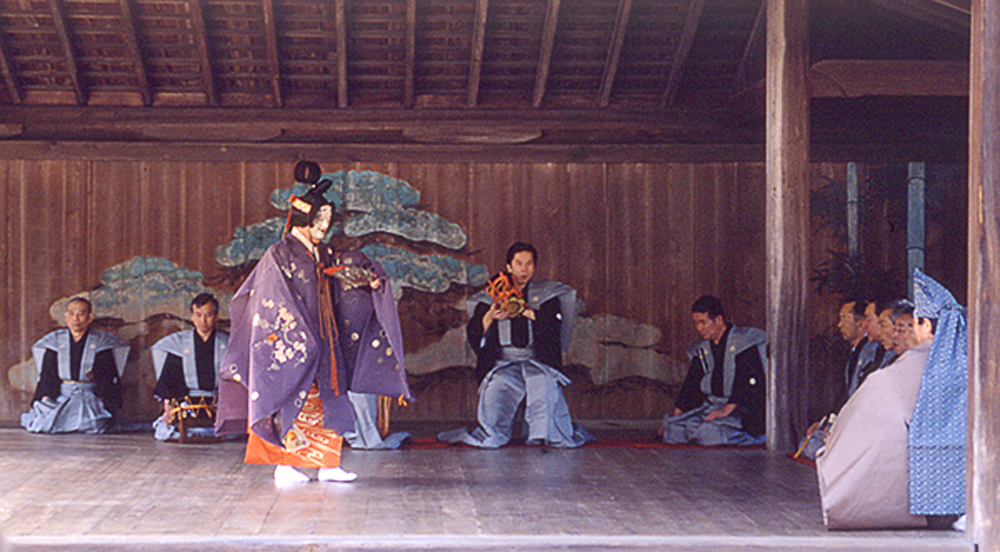
Hudební divadlo nó

Japonská hudba se dlouho vyvíjela velmi osobitě a s malým kontaktem s hudbou evropskou. U císařského dvora se od 7. století pěstoval styl zvaný gagaku ("elegantní hudba"). Tradiční japonské hudební divadlo nó (založené Zeami Motokijem) a komické divadlo kjógen (původně komické mezihry uvnitř nó) jsou provozovány od 14. století. Souhrnně se nazývají nógaku a byly vyhlášeny za světové nemateriální kulturní dědictví UNESCO. Hudební doprovod, zvláště za pomoci loutny šamisen, měla i další tradiční divadelní forma kabuki. Specifickým japonským strunným hudebním nástrojem je i koto, jehož užívání je doložitelné již z 9. století.
Evropská klasická hudba do Japonska vstoupila v 19. století. Ve 20. století to byl především Tóru Takemicu, kdo komponoval ve stylu západní vážné hudby s výraznými prvky japonské melodiky, čímž vytvořil originální hudební syntézu západního a východního světa.

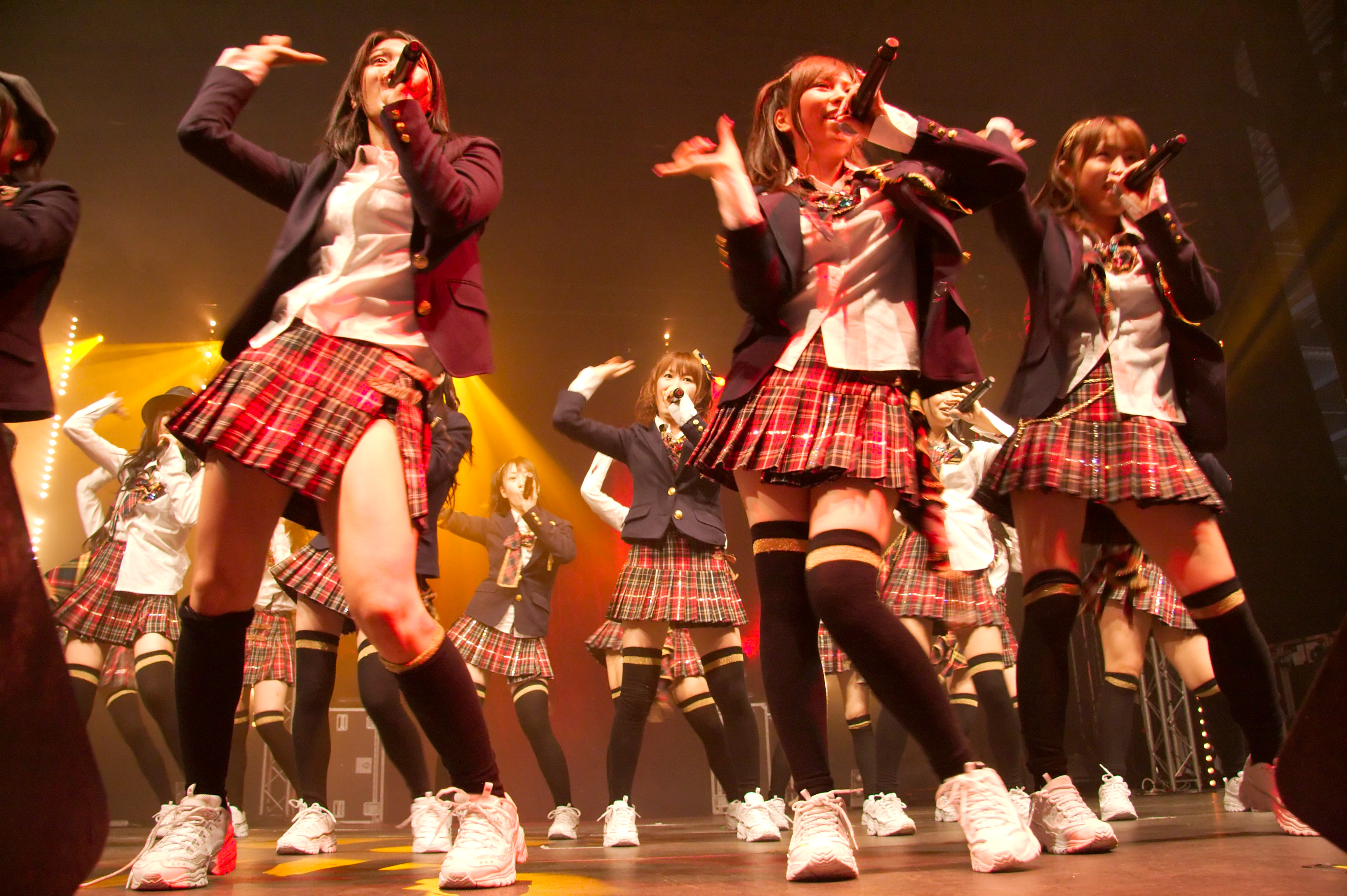
AKB48

V oblasti filmové hudby se mezinárodně prosadil Joe Hisaiši, nejznámější je jeho hudba k filmům animátora Hajao Mijazakiho. Hudbou k videohrám (což je v Japonsku mimořádně významné odvětví) se proslavila skladatelka Jóko Kanno, zpěvák Ičiró Mizuki nebo zpěvačka Majumi Iizuka. V Japonsku se vyvíjí též osobitá pop-music (někdy se hovoří o J-popu). Jako i v jiných asijských zemích jsou velmi populární dívčí či chlapecké skupiny, často s velkým počtem členů, či dokonce několika divizemi (např. AKB48, Momoiro Clover Z). K nejpopulárnějším sólovým osobnostem patří Ajumi Hamasaki, někdy nazývaná "císařovna popu", jež v Japonsku prodala více než 50 miliónů nahrávek a je známá i v jiných asijských zemích. Japonský rock reprezentuje například kytarista Hide (rodným jménem Hide Macumoto) či skupina X Japan.
V Japonsku také vznikla populární lidová zábava zvaná karaoke, dobře známá dnes po celém světě.

### Film a hry

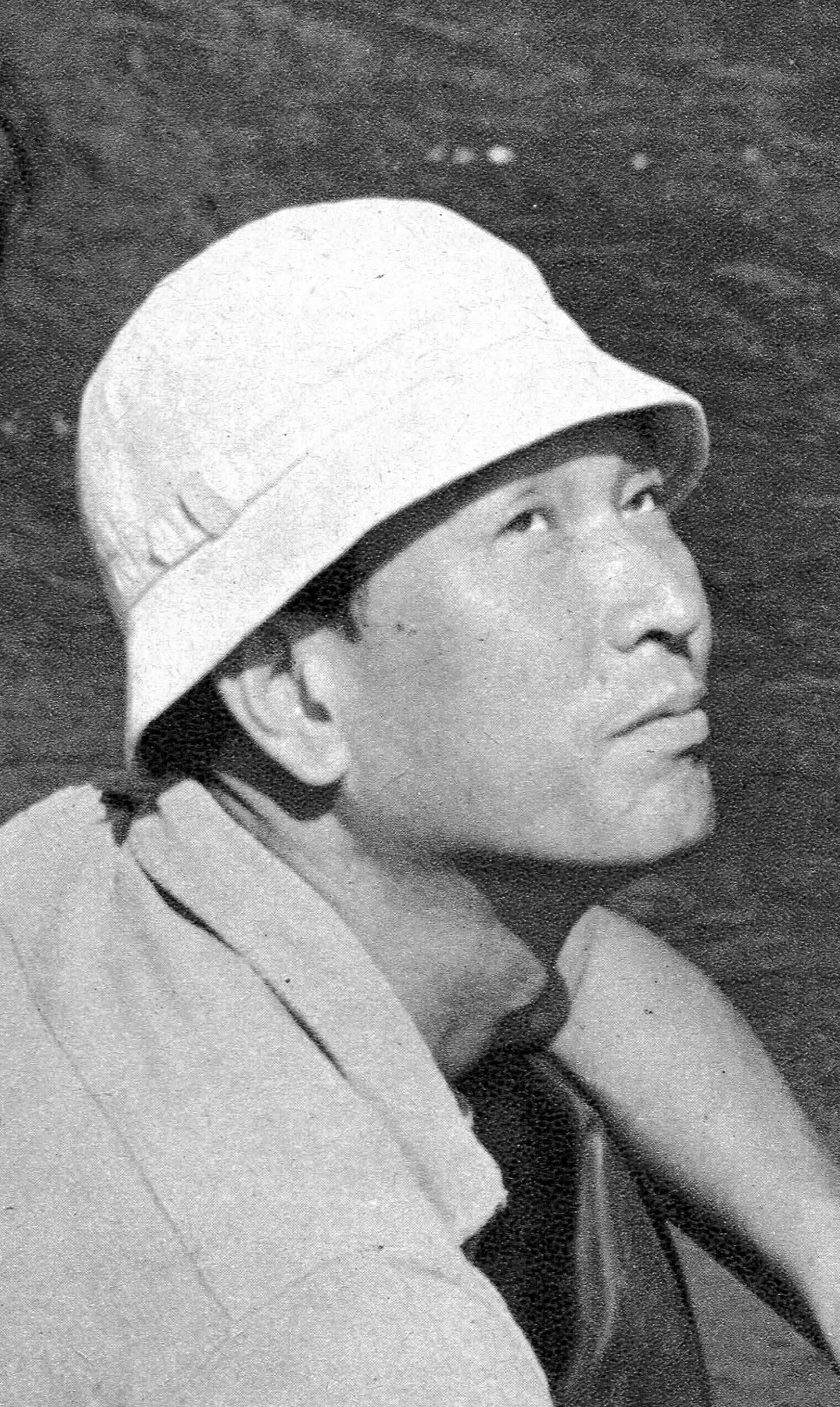
Akira Kurosawa

Nejslavnějším japonským filmovým režisérem je Akira Kurosawa, tvůrce proslulých snímků Sedm samurajů nebo Rašómon. V roce 1990 obdržel Oscara za celoživotní režisérské dílo. Oscara za nejlepší cizojazyčný film získali krom něj také Teinosuke Kinugasa, Hiroši Inagaki, Jójiró Takita a Rjusuke Hamaguči. Příběh z Tokia (1953) režiséra Jasudžiró Ozua zvolili světoví filmaři v roce 2012 nejlepším filmem historie. Výraznou televizní osobností s přesahem do zahraničí je Takeši Kitano, též ovšem známý filmař a vítěz Zlatého lva na festivalu v Benátkách. Nagisa Óšima byl zase oceněn v Cannes, za svůj šokující snímek o sexuální posedlosti Korida lásky. Dvě Zlaté palmy si z Cannes odvezl také Šóhei Imamura. Ošima a Imamura jsou klíčovými představiteli tzv. Japonské nové vlny, neboli "Nuberu bagu", která se přihlásila v 50.-70. letech 20. století a vnesla do japonské kinematografie nejen nový styl, ale také nová, dosud tabuizovaná, témata, jako je sex, násilí a život na okraji společnosti. V roce 2018 získal hlavní cenu v Cannes rovněž Hirokazu Kore'eda. Tadaši Imai vyhrál Zlatého medvěda na Berlinale roku 1963. "Králem dlouhých záběrů" je režisér uměleckých snímků Kendži Mizoguči. Jedním z nejslavnějších japonských herců je Toširó Mifune.

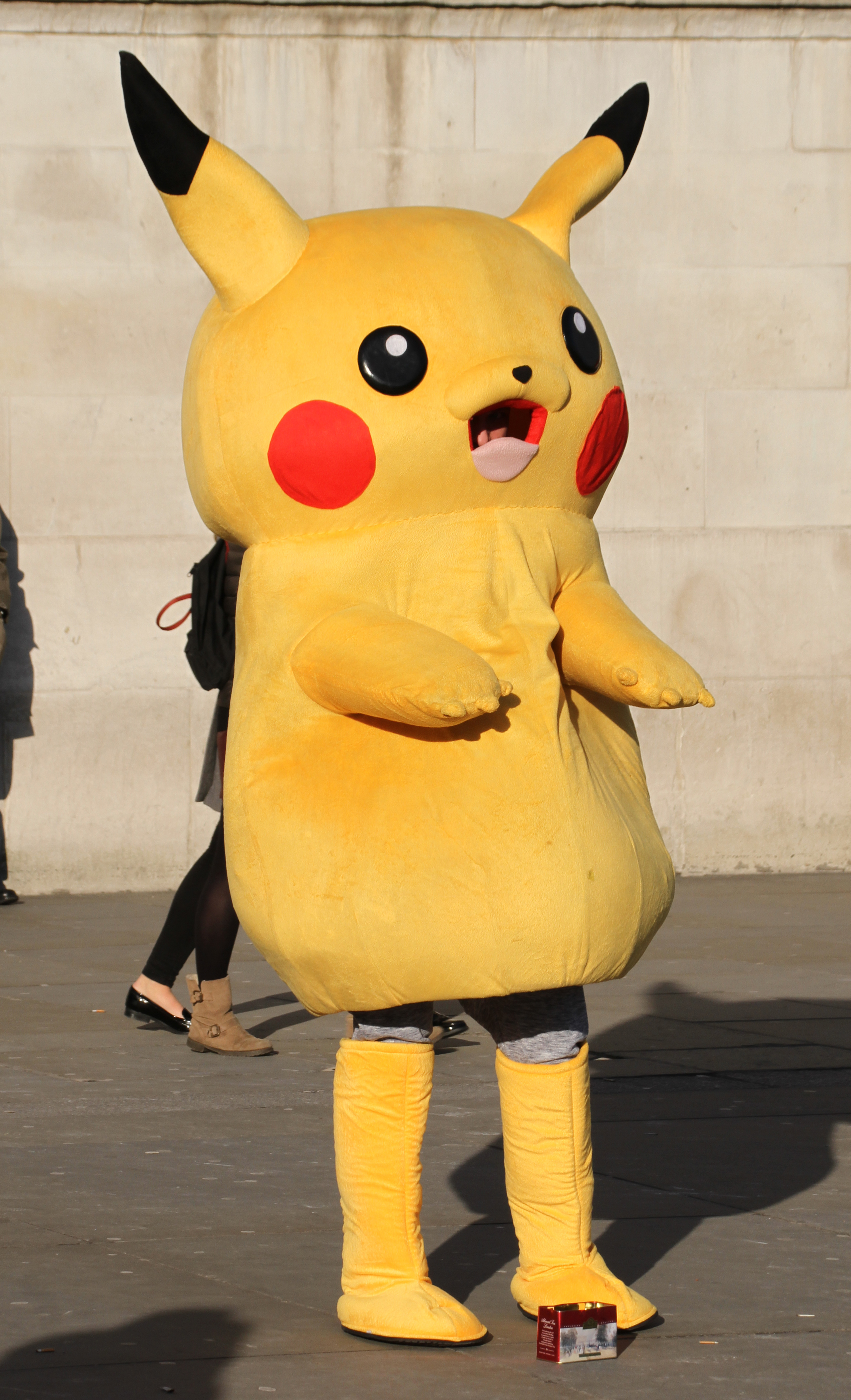
Kostým Pikachu

Japonská kinematografie obohatila svět také o specifické žánrové filmy: džidaigeki jsou japonské historické filmy o samurajích, kaidžú jsou filmy s obřími netvory (Godzilla je jedním z nejslavnějších), pink film (pinku eiga) je označení japonských snímků, které na západě bývají nazývány "sexploatační". Významným fenoménem, s přesahem do zahraničí, je japonský animovaný film, zvaný anime. K nejslavnějším tvůrcům animovaných filmů patří Hajao Mijazaki či jeho blízký spolupracovník Isao Takahata, z nejmladší generace pak Makoto Šinkai. Anime je v úzkém propojení s japonským videoherním a PC herním průmyslem, stejně jako se světem komiksů manga. K nejslavnějším animovaným seriálům patří například Pokémon, který byl původně videohrou (Pokémon Red & Blue). Z Pokémonů se následně stal komplexní globální popkulturní fenomén zahrnující komiksy manga, sběratelské karty, naposledy pak Pokémon Go. Nejslavnější postavičkou ze seriálu je Pikachu. Podobné to bylo se seriálem Želvy Ninja, tento fenomén měl zase komiksový kořen. Slavné postavy pocházejí také z manga seriálů Dragon Ball, Naruto, Doraemon a One Piece. Japonci mají v oblibě i erotické anime (či mangy), ty se nazývají hentai (s nimi jsou spjaty různé fenomény, které často mají japonský kořen a často jsou i jinde po světě označovány japonskými názvy: znásilňování chapadly, šotakon, lolicon, guro, futanari apod.).
Průkopnickou japonskou videoherní konzolí byl GameBoy od společnosti Nintendo, pro niž byly vyvinuty legendární hry jako Super Mario, Tetris či Donkey Kong, později Nintendo vytvořilo například hru The Legend of Zelda. Druhou slavnou konzolí je PlayStation firmy Sony, pro niž byla vytvořena například hra Resident Evil. Ke slavným japonským hrám patří též Pac-Man, Final Fantasy nebo Sonic the Hedgehog, jejíž hlavní postava Ježek Sonic pronikla rovněž do komiksu a anime, jak bývá v Japonsku obvyklé. Specifickým produktem japonského herního průmyslu bylo proslavené tamagoči. Po celém světě se rozšířila i postavička zvaná Hello Kitty, která původně vznikla pro potisk peněženek. Je součástí zvláštního japonského žánru zvaného kawaii, který by se dal popsat jako "kultura roztomilosti".

### Fotografie

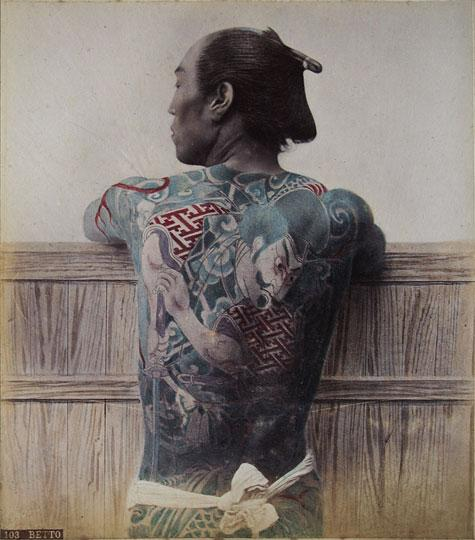
Tradiční japonské tetování irezumi, okolo roku 1875

Jako v mnoha zemích byl vývoj techniky, řemesla a umění fotografie v Japonsku mimo jiné důsledkem změny technologie, zlepšování ekonomických podmínek a míry uznání fotografie jako svéprávné formy umění. Fotografie se v Japonsku vyvíjela za silné spoluúčasti a zájmu od počátků tohoto umění k úspěchům značného počtu Japonců ve světě fotografie do dnešních dní. Situaci ovlivnila izolace země, která byla stranou od okolního světa až do roku 1854. Jedním z průkopníků fotografie byl Švýcar Pierre Rossier, kterého na východ poslala londýnská firma Negretti and Zambra. Do tohoto umění zasvětil fotografy jako byli Ueno Hikoma, Kuwadžiró Horie nebo Genzó Maeda. První evropští turisté sem začali připlouvat v 70. letech 19. století a fotografie se začala rozvíjet komerčně. Pečlivě kolorované snímky zobrazovaly nejen staré Japonsko a jeho památky, ale také japonské zvyky, portréty japonských krasavic a samurajů. Přibližně 80. léta v japonské fotografii byla mezníkem, kdy začalo tvořit více japonských fotografů, například Kazumasa Ogawa, Adolfo Farsari, Raimund von Stillfried, Kusakabe Kimbei, Šin’iči Suzuki nebo Tamamura Kózaburó. Byli to oni, kdo připravili cestu pro tuto rychle rostoucí profesi během druhé poloviny 19. století. Fotografie v Japonsku byla časem přijata jako umělecká forma a dnes se japonští fotografové aktivně účastní na klíčových výstavách po celém světě.
V Japonsku se nachází celá řada předních světových výrobců klasických i digitálních fotoaparátů a fotografické optiky, nespočet fotografických organizací a každoročně je udělováno několik fotografických ocenění.

### Památky

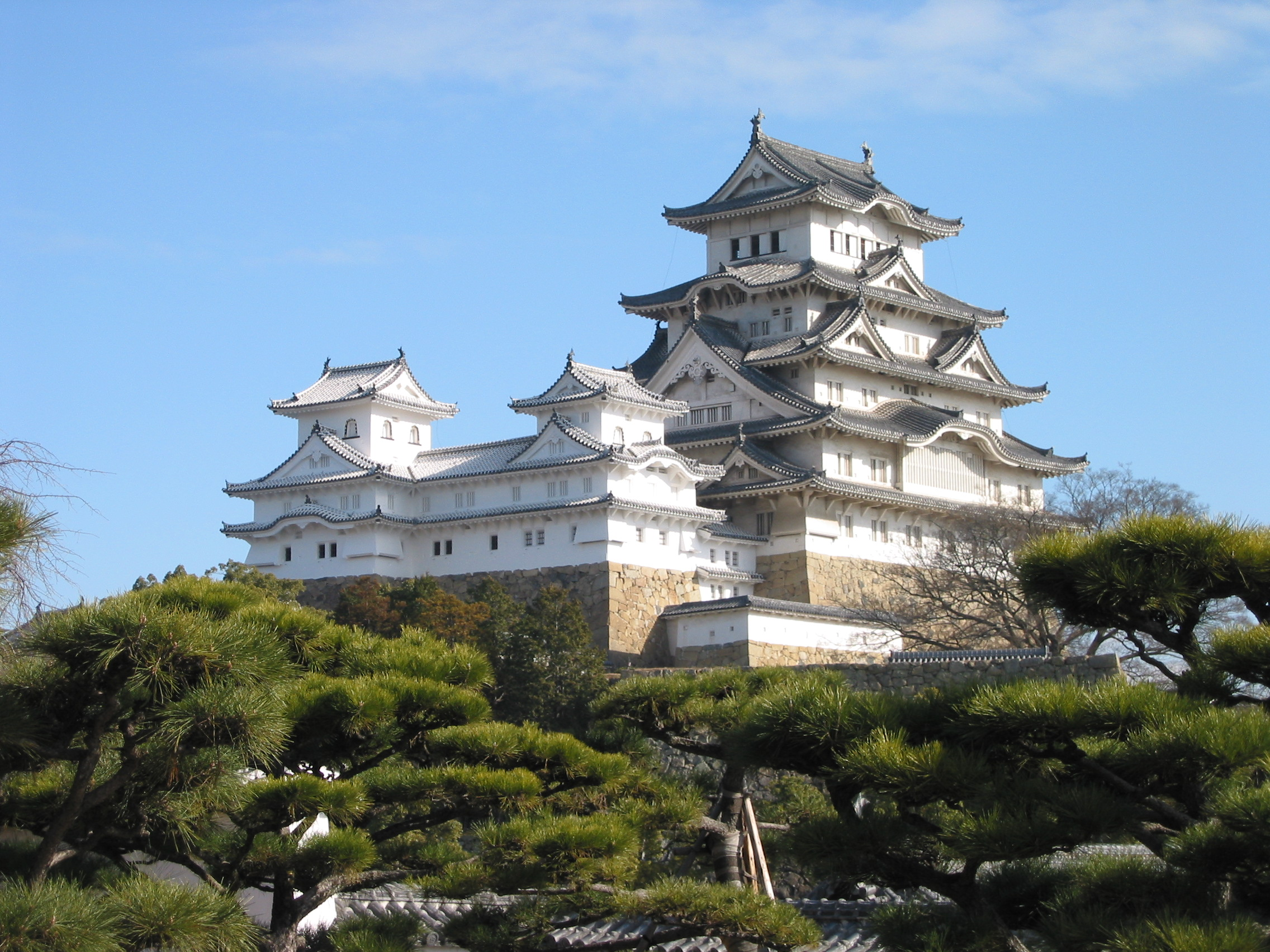
Hrad Himedži

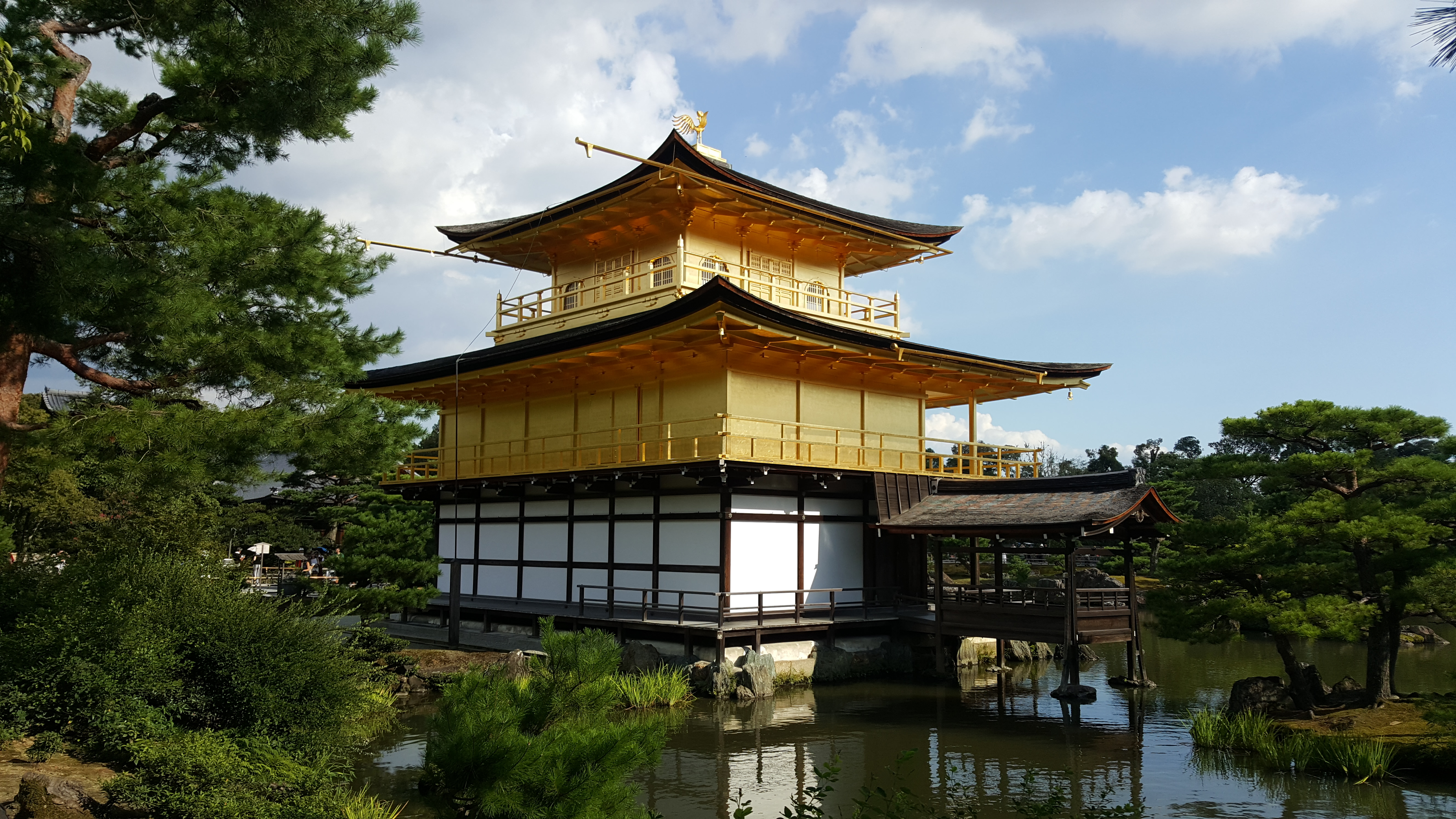
Kinkakudži

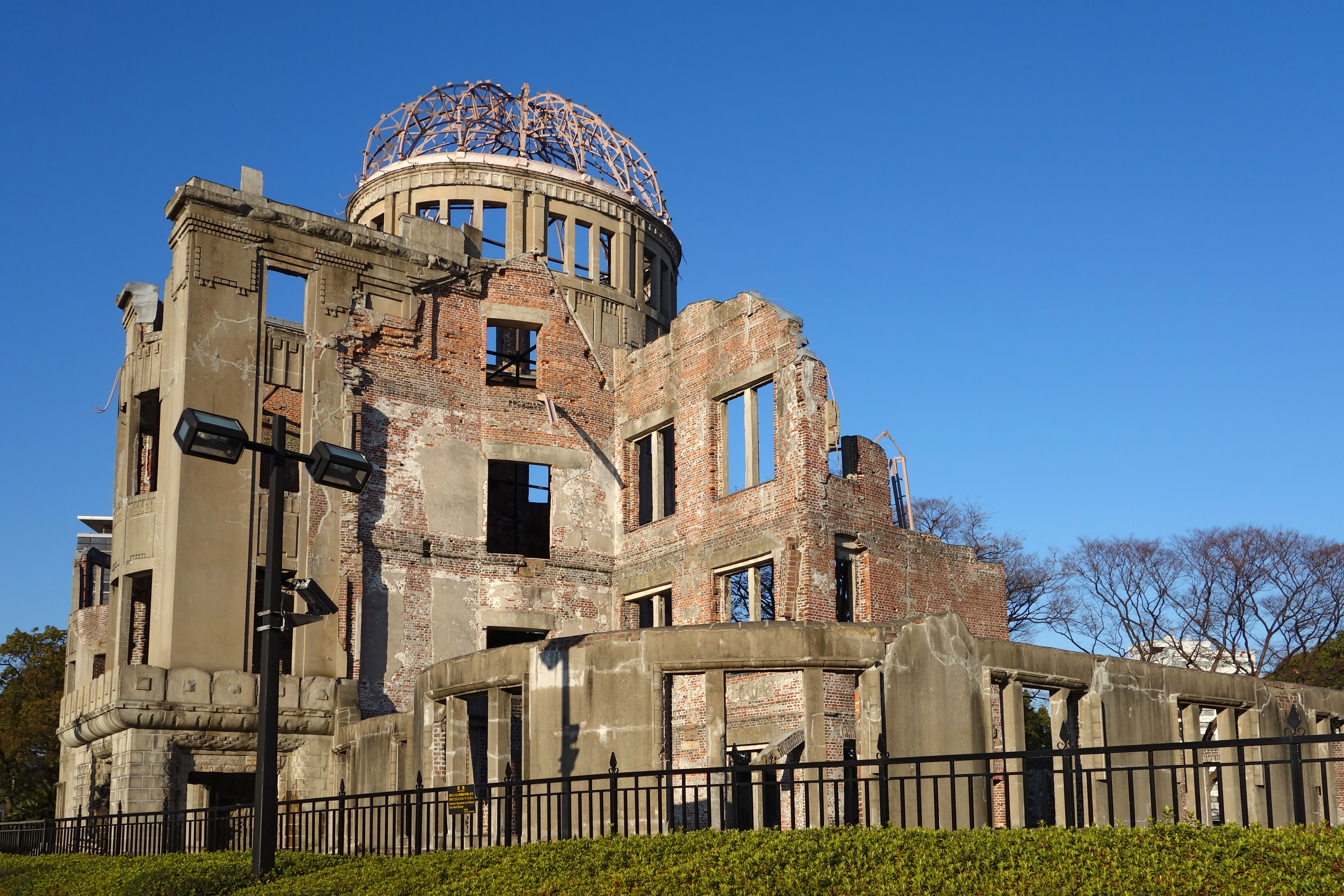
Památník míru v Hirošimě

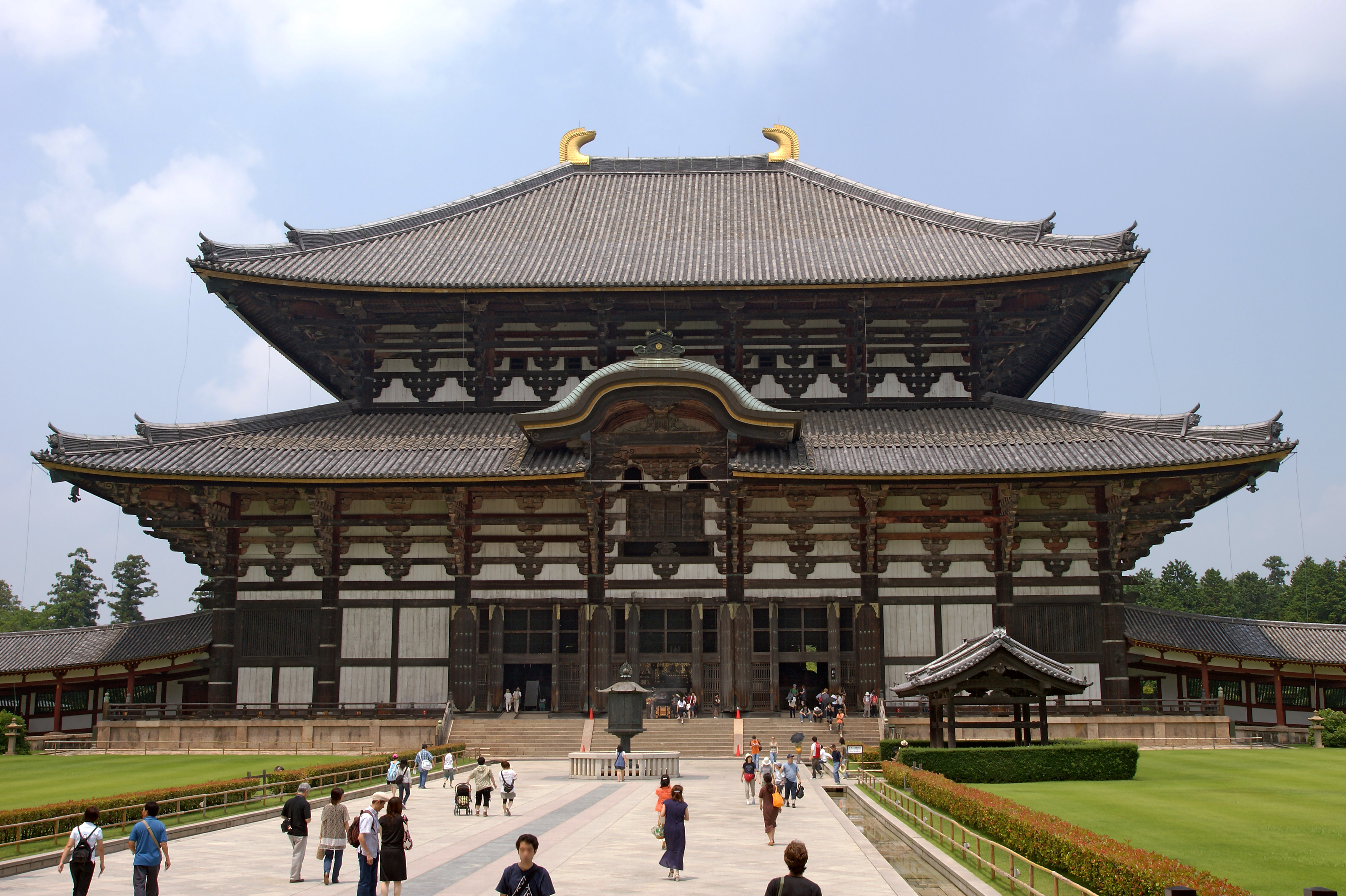
Tódaidži

Jedna z nejstarších zachovalých staveb z japonského středověku je Hrad Himedži. Společně s hradem Macumoto a s hradem Kumamoto tvoří tzv. „Tři slavné hrady“. Himedži byl roku 1993, jako první japonská památka, zapsán na seznam Světového dědictví UNESCO. Brzy následovaly další: buddhistický chrám Hórjúdži ve městě Ikaruga, památky Kjóta (Svatyně Kamo, Tódži, Kijomizu-dera, Daigodži, Ninnadži, Saihódži, Tenrjúdži, Kinkakudži, Rjóandži, Hongandži, Kózandži, Hrad Nidžó), Památník míru v Hirošimě (jde o ruinu jediné budovy v Hirošimě, kterou nezlikvidoval výbuch atomové bomby roku 1945, a kterou navrhl český architekt Jan Letzel), šintoistická svatyně Icukušima, památky v Naře (Tódaidži, Kófukudži, svatyně Kasuga, Gangódži, Jakušidži, Tóšódaidži a zbytky paláce Heidžó), svatyně Nikkó Tóšógú a Futarasan v Nikkó, památky ve městě Hiraizumi (Čúsondži, Mócúdži, Kandžizaióin a ruiny chrámu Murjókóin), památky v pohoří Kii (svatyně Jošino Mikumari, svatyně Kinpu, Kimpusendži, svatyně Jošimizu, Óminesandži, svatyně Kumano Hongú, svatyně Kumano Hajatama, Fudarakusandži, svatyně Niucuhime, svatyně Niukanšófu), hrady (gusuku) z království Rjúkjú (Nakidžin gusuku, Zakimi gusuku, Kacuren gusuku, Naka gusuku, hrad Šuri), Národní muzeum západního umění v Tokiu (zapsáno jako součást sedmnácti vybraných staveb Le Corbusiera). Na seznam byly zapsány i některé technické památky, např. přádelna hedvábí v Tomioce, Lokality japonské průmyslové revoluce Meidži nebo stříbrný důl Iwami Ginzan.

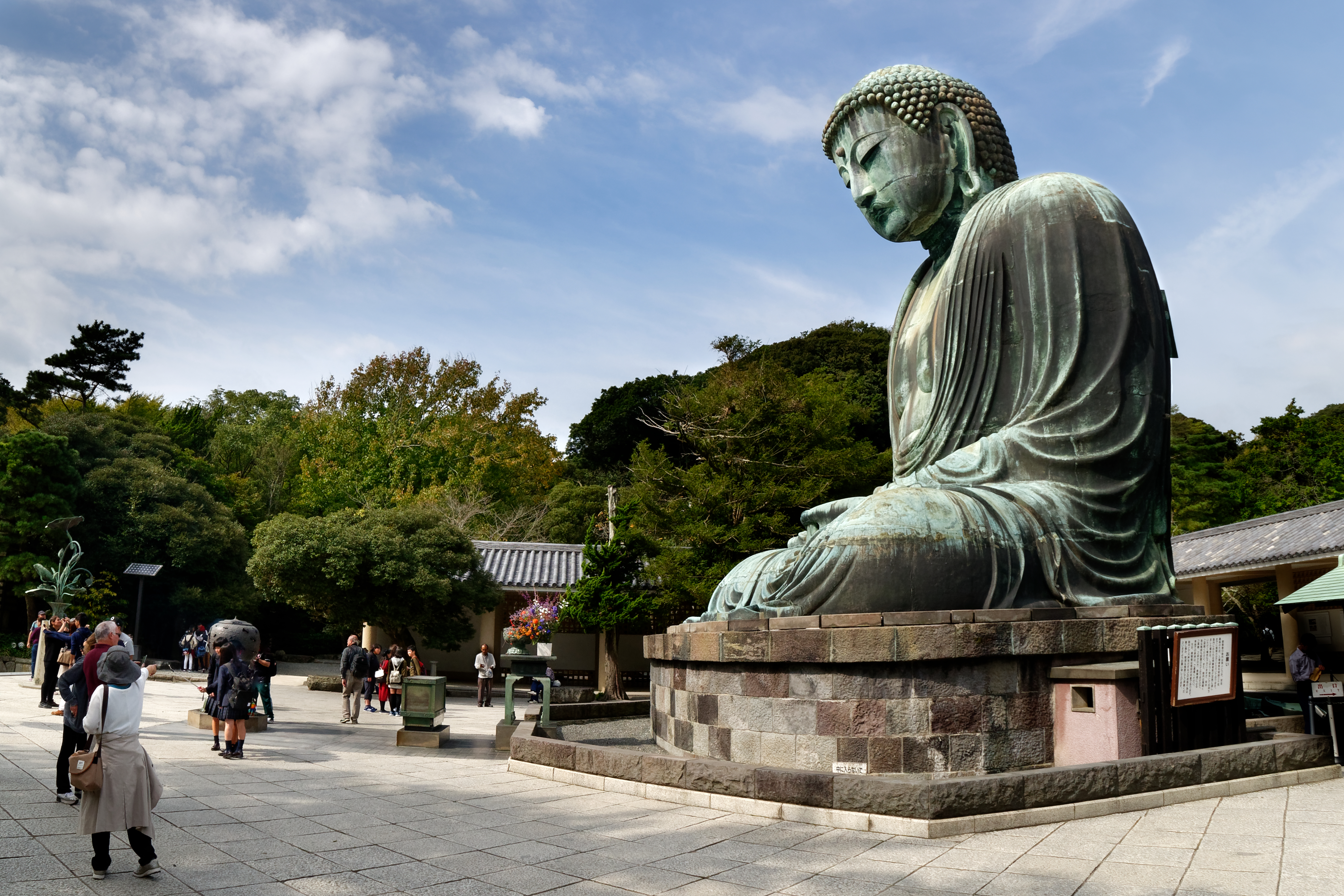
Velký Buddha v Kótokuin

K dalším oblíbeným cílům turistů patří císařský palác Kókjo v Tokiu, nejnavštěvovanější hrad v Japonsku Ósacký hrad, hrad Macue, Nagojský hrad, svatyně Ise, chrám Bjódóin, klášter Enrjakudži, chrám Kótokuin proslavený monumentální venkovní bronzovou sochou Amitábhy, nebo svatyně Jasukuni, která je zasvěcena vojákům i civilistům, kteří zemřeli v boji za japonského císaře. Na jejím seznamu je bezmála dva a půl miliónů osob a provází ji řada politických kontroverzí spojených s ožehavým tématem japonské účasti ve druhé světové válce a japonským kolonialismem.
Japonsko je proslulé i řadou moderních staveb, k nejoriginálnějším patří Mode Gakuen Cocoon Tower v Tokiu, telekomunikační věž Tokyo Sky Tree v Tokiu, Yokohama Landmark Tower v Jokohamě, Umeda Sky Building v Ósace, Art Tower Arata Isozakiho v Mito nebo Sídlo tokijské vlády z dílny Kenzó Tangeho. Vynikající výsledky technického stavitelství představují most Akaši-Kaikjó mezi Kóbe a Awadži, jenž je nejdelším visutým mostem na světě, nebo tunel Seikan pod Cugarským průlivem, který je druhým nejdelším tunelem na světě.

### Kuchyně

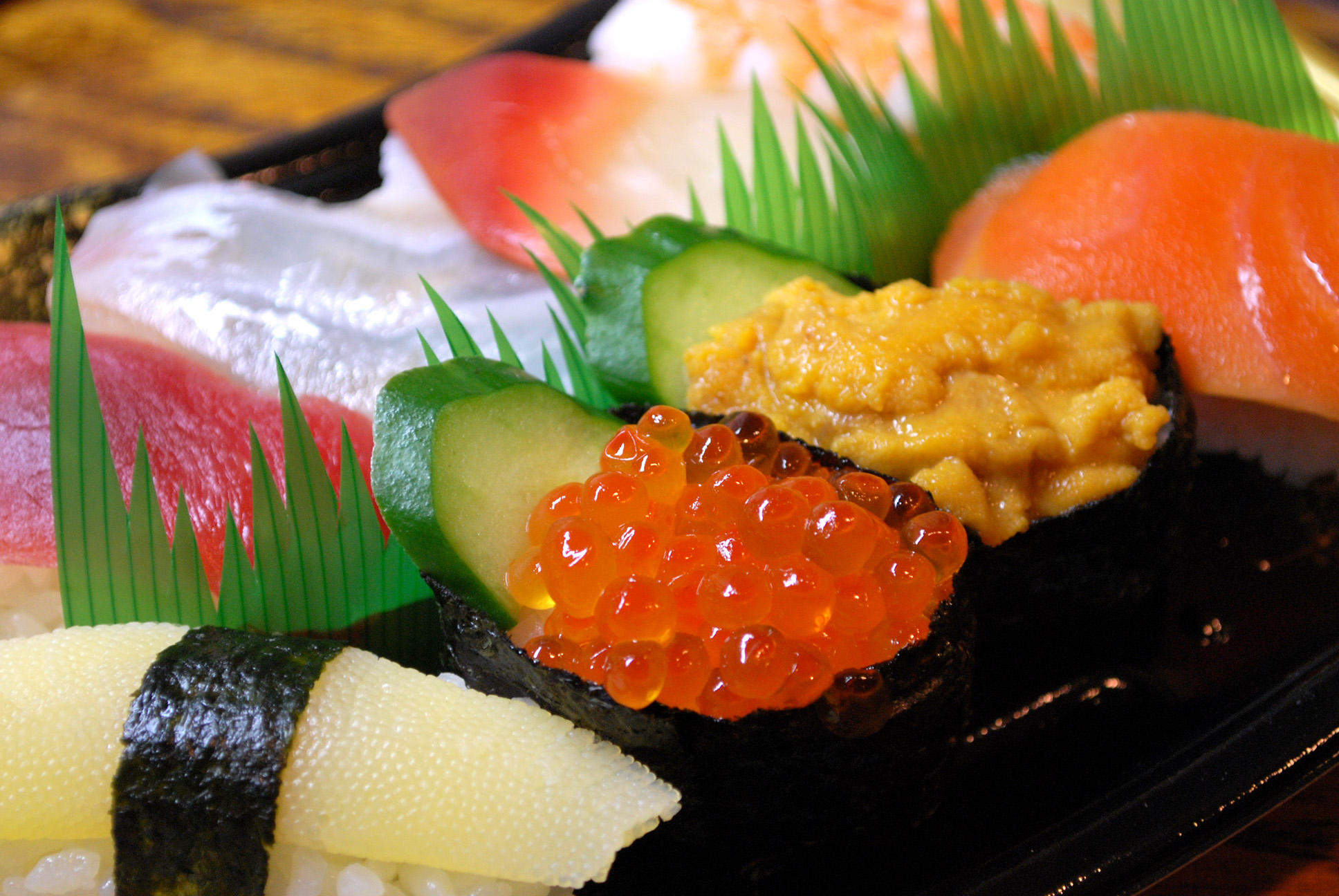
Suši

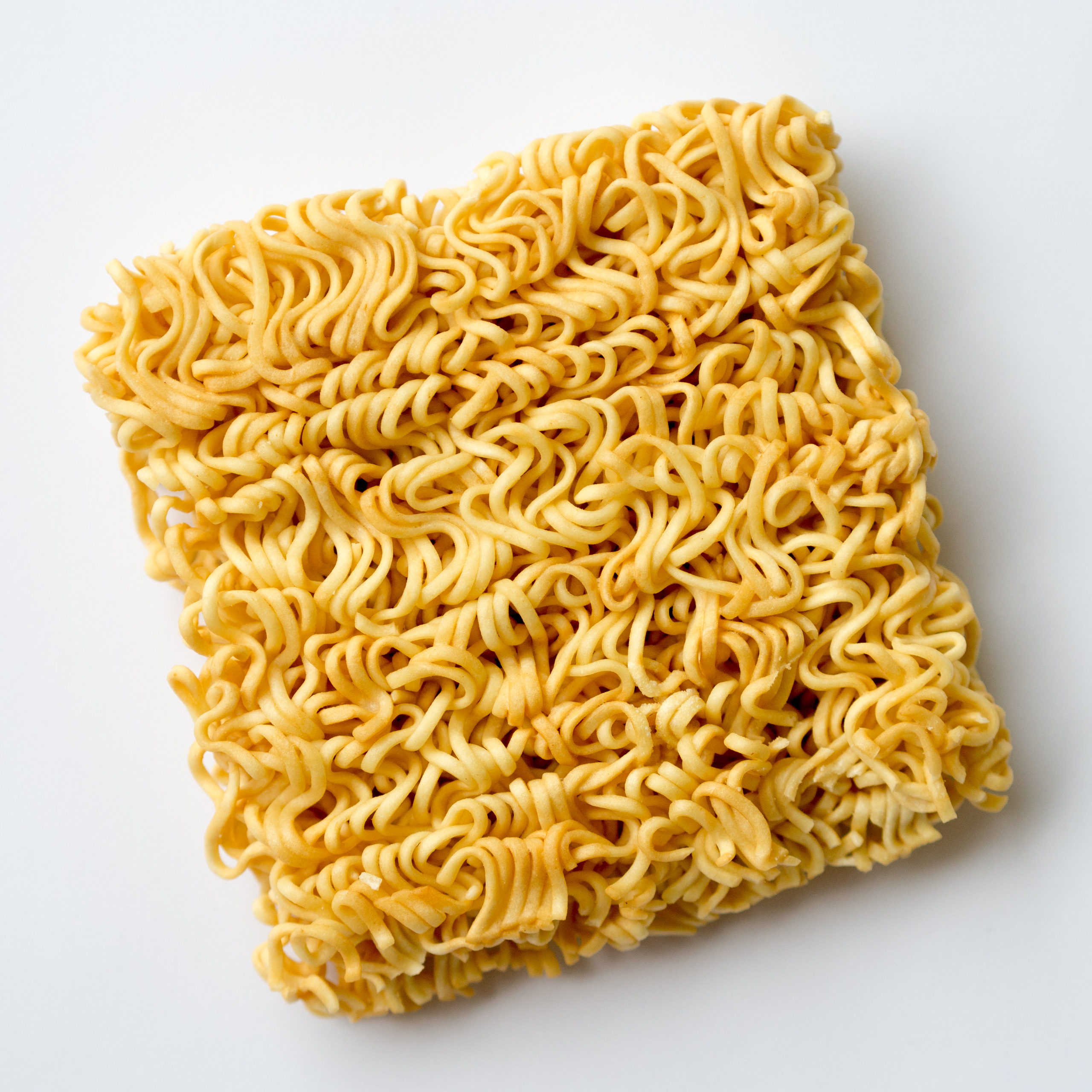
Instantní nudle, japonský vynález

Typickou pro japonskou gastronomii je příprava jídel bez tepelné úpravy. Typická je studená příprava jídla, převážně ryb, známé suši (kousky ryb zabalené do přílohy) nebo sašimi (tenké plátky sušených ryb). Japonci prý konzumují více než 3000 druhů ryb, ovšem nejen jich, i jiných mořských živočichů jako je mořský ježek (uni), chobotnice, mušle, krevety nebo krab kegani. Nejoblíbenějším druhem ryby je tuňák, často se jí také úhoř, ať už sladkovodní (unagi) nebo mořský (anago), platýs (hirame), pražma (tai) či mořský ďas (anko). Součástí suši obvykle bývá mořská řasa nori, do níž se sušená ryba balí. V jiných typech jídel se používají i jiné řasy, například wakame či kombu. Základní přílohou, jako i v jiných asijských kuchyních, je rýže. Kulturní význam rýže je v Japonsku však mnohem širší, v minulosti se používala i jako platidlo, jako oběť bohům a i japonský císař tradičně ve svém paláci osobně obhospodařuje malé rýžové políčko. Oba dva nejtradičnější druhy japonské rýže (močigome a uručimai) jsou lepivější než rýže užívaná obvykle v Evropě a používají se i k přípravě sladkostí (tzv. wagaši), stejně jako třeba fazole (oblíbená sladkost anko). Zvláštní pozici v japonské gastronomii mají nudle a zejména pak instantní nudle na bázi škrobu, které po druhé světové válce vynalezl Japonec Momofuku Ando. Oblíbené jsou také pohankové nudle soba a pšeničné nudle udon. Typickou pochutinou je rovněž japonský křen wasabi, který se používá buď jako zelenina, nebo zpracovaný jako velmi pálivé koření. Navzdory tradiční izolaci Japonska, i v gastronomii se objevily zahraniční vlivy. Nejsilnější vliv byl tradičně z Číny, odkud již ve středověku dorazily sojové boby. Japonci našli svůj specifický způsob jejich využití – je jí pasta miso, jež vzniká kvašením těchto bobů a některých dalších obilovin. Oblíbenou pochoutkou jsou rovněž osolené sojové lusky zvané edamame a také japonská sojová omáčka. V 19. století s evropským vlivem přišly i do té doby neužívaná červená masa (od 9. století do roku 1868 byla konzumace masa, kromě ryb, úplně zakázána). Typickou úpravou hovězího masa je tzv. sukijaki. Z Indie pak přišly různé podoby kari, které si Japonci velmi oblíbili.

### Věda

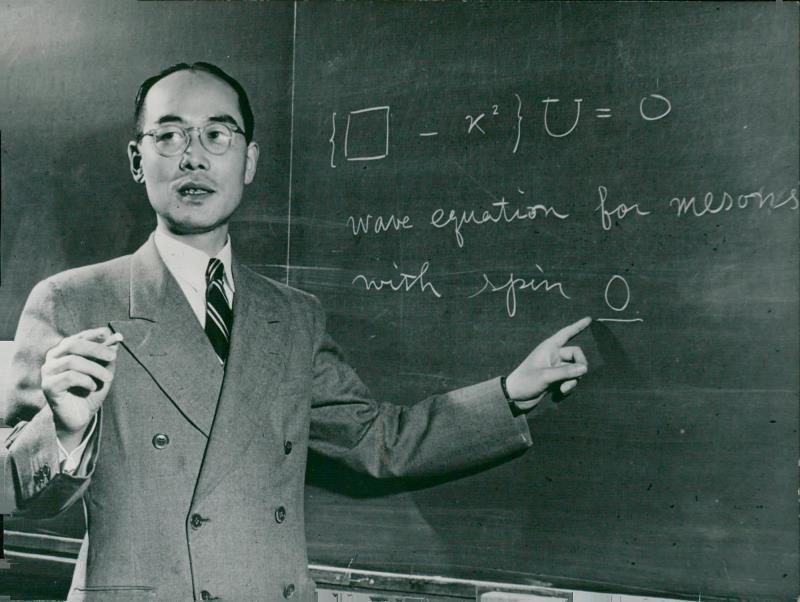
Hideki Jukawa, první japonský nositel Nobelovy ceny

Japonská věda zažila obrovský rozmach po druhé světové válce. Důkazem jsou i mezinárodní ocenění, jichž navíc zbadatelně přibývá v čase. Jaderný fyzik Hideki Jukawa se roku 1949 stal prvním japonským laureátem Nobelovy ceny za fyziku, když předpověděl existenci částice mezon. V roce 1965 stejnou cenu získal Jukawův přítel a spolužák Šin’ičiró Tomonaga, za přínos k teorii kvantové elektrodynamiky. V roce 1975 mířila fyzikální Nobelova cena do císařství znovu, k Leo Esakimu, vynálezci tunelové diody, která využívá tzv. tunelový jev. Za detekci neutrin z kosmu byl Nobelovým výborem oceněn Masatoši Košiba, roku 2002. Velkou oslavu japonských vědeckých výsledků přinesl rok 2008, kdy se Nobelovy ceny za fyziku dočkala hned trojice japonských badatelů, všichni tři za přínos k rozvoji tzv. CP symetrie: Makoto Kobajaši, Tošihide Masukawa a Jóičiró Nambu (který se roku 1970 stal americkým občanem). Další "japonský rok" přišel v roce 2014 kdy byli znovu všichni tři ocenění rodáky z japonských ostrovů. Isamu Akasaki, Hiroši Amano a Shuji Nakamura (dnes americký občan) dali světu LED diody. Už za rok si šel pro ocenění další Japonec, Takaaki Kadžita, jehož experimenty dokázaly, že neutrina mají hmotnost. V roce 2021 to byl Syukuro Manabe (občan USA) za položení základů klimatických modelů Země.

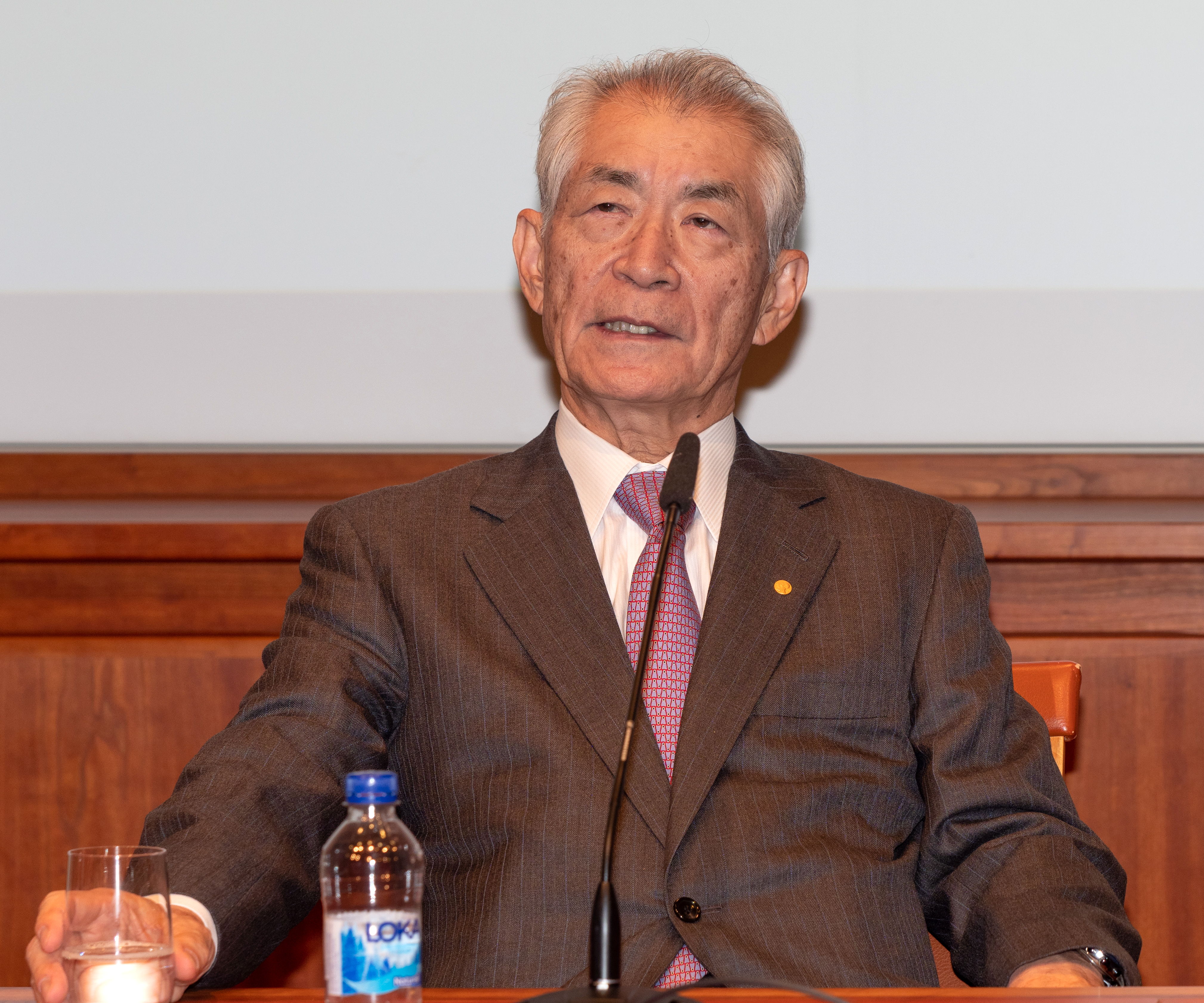
Tasuku Hondžó

První Nobelova cena za chemii pro Japonsko přišla v roce 1981, kdy ji získal Ken’iči Fukui, za objevy o chemické reaktivitě. Po roce 2000 pak přišla "japonská vlna": toho roku získal Nobelovu cenu za chemii Hideki Širakawa za výzkum polymerů, další rok Rjódži Nojori za studium hydrogenačních reakcí, opět po roce Kóiči Tanaka za tzv. měkkou ionizaci, roku 2008 Osamu Šimomura za objev zeleného fluorescenčního proteinu, roku 2010 Eiči Negiši (narozen v Číně) za Negišiho reakci a Akira Suzuki za Suzikiho reakci a v roce 2019 Akira Jošino za vývoj lithium-iontových baterií.

Také lékařský a biologický výzkum se dostal na vysokou úroveň. První Nobelova cena za fyziologii a lékařství sice přišla "až" roku 1987, kdy byl oceněn Susumu Tonegawa za objev genetického mechanismu, jenž umožňuje diverzitu protilátek, a dlouho byla osamocena, ovšem po roce 2010 přišla podobná vlna jako v chemii: Šin’ja Jamanaka (2012), Satoši Ómura (2015), Jošinori Ósumi (2016) a Tasuku Hondžó (2018). Oceněni byli za průlomy v léčbě mnoha chorob, mj. i za pomoci kmenových buněk.

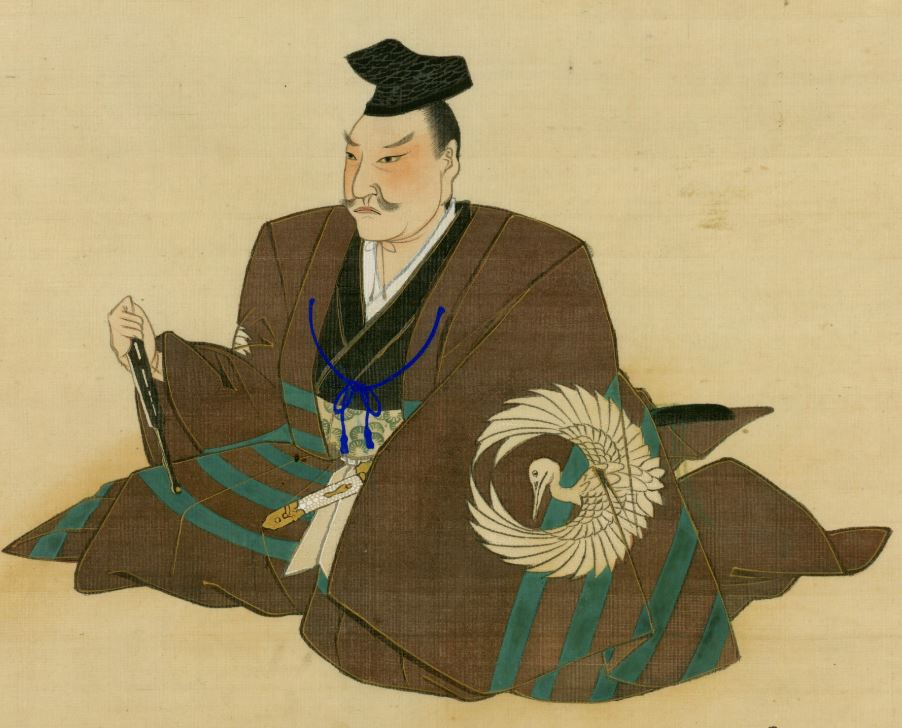
Takakazu Seki

Že rozvoj přírodních věd stojí na pevných matematických základech dokazují i nejprestižnější ocenění v této oblasti. Fieldsovu medaili mají Kunihiko Kodaira (1954), Heisuke Hironaka (1970) a Shigefumi Mori (1990). Wolfovu cenu za matematiku Kodaira (1985), Kijoši Itó (1987) a Mikio Sató (2003). Základy japonské matematiky položil v 17. století Takakazu Seki. Matematici Jutaka Tanijama a Goró Šimura formulovali tzv. Tanijamovu–Šimurovu domněnku.
Za otce japonské moderní fyziky je označován Jošio Nišina. Chemik Kikunae Ikeda objevil a definoval roku 1908 "pátou chuť" umami, jež je tak typická pro japonskou sojovou omáčku. Bakteriolog Hidejo Noguči objevil roku 1911 původce syfilis. Programátor Jukihiro Macumoto vytvořil programovací jazyk Ruby. Momofuku Ando proslul vynálezem instantních nudlí.
Japonci se svými 27 Nobelovými cenami (počítáno v to i literaturu a mír) zaujímají šesté místo v historické tabulce (za USA, Británií, Německem, Francií a Švédskem), ve vědeckých kategoriích je jejich postavení ještě lepší. Podle Bloomberg Innovations Index je Japonsko pátou nejinovativnější zemí světa, po Jižní Koreji, Izraeli, Finsku a Švédsku.
Z oblasti filozofie, humanitních a sociálních věd lze jmenovat klasika japonské filozofie ze 13. století Dógena Zendžiho. Mimořádnou roli při šíření buddhismu do západního světa sehrál filozof Daisecu Teitaró Suzuki. Filozof a ekologický aktivista Masanobu Fukuoka vytvořil systém tzv. přírodního farmaření (šizen nóhó). Kaoru Išikawa ovlivnil moderní teorii řízení a managementu, svým diagramem příčin a následků.

### Sport

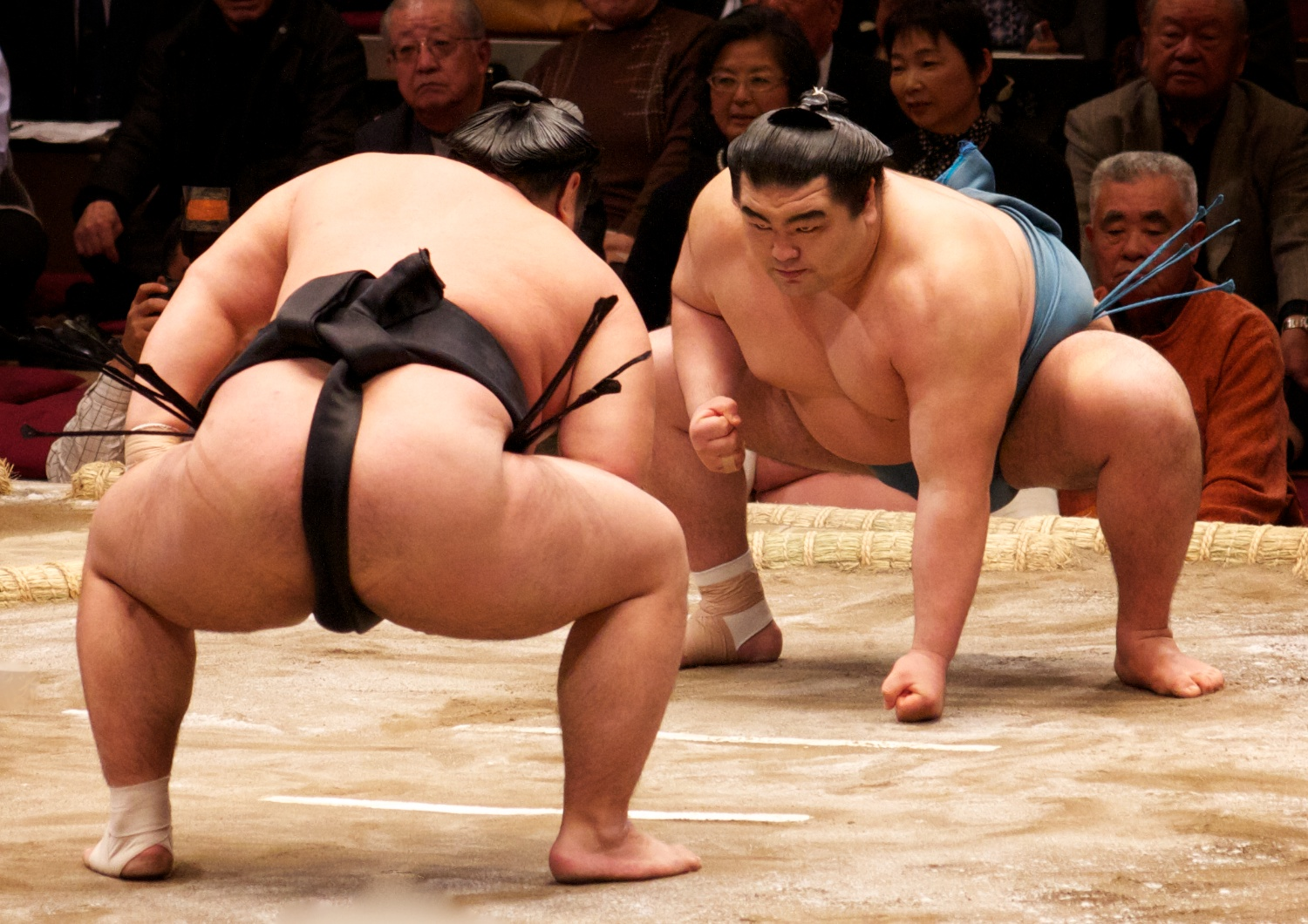
Sumó

Japonsko dalo světu několik sportů, a to bojových. Sumó je jedním z nich, je považováno za sport národní, má dvoutisíciletou tradici a příliš se nerozšířilo za hranice japonských ostrovů. Naopak dvě další japonská bojová umění, judo a karate, se stala globálním fenoménem. Judo je olympijským sportem od roku 1964, karate zažilo olympijskou premiéru v roce 2021. Méně se do světa rozšířilo kendó, další japonské bojové umění. Vynálezem 20. století je pak bojové umění aikido, jež vytvořil Morihei Uešiba. S touto tradicí Japonci vstoupili velmi dobře připraveni do světa moderního sportu. Na olympijských hrách k roku 2021 získali již 183 zlatých medailí. Nejvíce, 42 z nich, vcelku pochopitelně v judu. I druhá disciplína, kde berou Japonci nejvíce zlaté kovy, je bojová, a je jí zápas (32 zlatých). Dispozice mají zjevně i ke gymnastice, kde získali již 31 zlatých medailí. Ze zimních sportů, které se staly populární zvláště v posledních letech, jsou to rychlobruslení (4 zlaté) a skoky na lyžích (3). Japonsko čtyřikrát olympijské hry pořádalo, dvoje letní (Tokio 1964, Tokio 2020) a dvoje zimní (Sapporo 1972, Nagano 1998). Na dvou tokijských olympiádách a k tomu ještě v Mexiku 1968 Japonci dosáhli na třetí místo v medailovém pořadí národů.

V atletice získali Japonci sedm prvenství, trojskokan Mikio Oda získal v roce 1928 to první a byl vůbec prvním zlatým olympijským medailistou Japonska v individuálních disciplínách. O čtyři roky později na něj navázal ve stejné disciplíně Čúhei Nambu a na další olympiádě v Berlíně roku 1936 přišla další zlatá v trojskoku díky Naoto Tadžimovi. Další tradičně úspěšnou disciplínou je pro Japonce maraton. Již tři maratonci se postavili na vrchol stupňů vítězů: Son Kitei (Korejec soutěžící v roce 1936 za Japonsko, vlastním jménem Son Ki-džong), Naoko Takahašiová (2000) a Mizuki Nogučiová (2004).

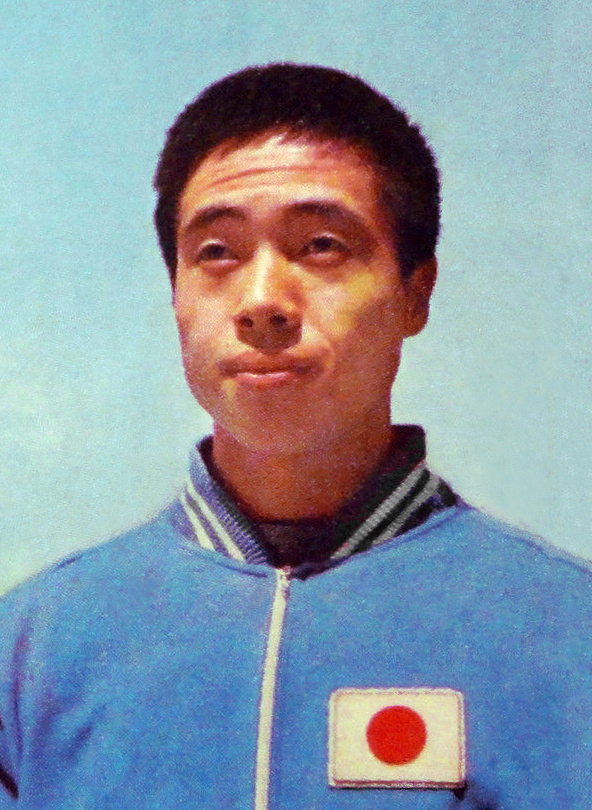
Sawao Kató

Gymnasta Sawao Kató vyhrál osm zlatých medailí na třech olympiádách. Jeho kolega Takaši Ono jich má pět a celkem převzal na stupních vítězů třináct cenných kovů, což je japonský rekord. Saori Jošidaová vyhrála v zápase ve volném stylu tři zlaté medaile na třech po sobě jdoucích olympiádách (2004, 2008, 2012). Na té čtvrté v Riu 2016 dosáhla "jen" na stříbro. To, co se nepovedlo Jošidaové, se však povedlo její kolegyni Kaori Ičové, která v Riu vybojovala čtvrtou zlatou na čtvrté olympiádě. Čtyři zlaté z OH má také plavec Kósuke Kitadžima. Nejúspěšnějším judistou je držitel tří olympijských zlatých Tadahiro Nomura. Mimořádně populární je v Japonsku krasobruslení, dvojnásobný olympijský vítěz Juzuru Hanjú je tak národní celebritou. Dvě zlaté získal též skokan na lyžích Kazujoši Funaki, možná ještě populárnějším je však v Japonsku jeho kolega a věčný smolař Noriaki Kasai, který navzdory léta udržované špičkové formě na olympijské zlato nikdy nedosáhl.
Z kolektivních sportů jsou Japonci nejúspěšnější ve volejbalu, dvě zlaté má na svém kontě družstvo žen (1964, 1976), jednu družstvo mužů (1972). Členy síně slávy Mezinárodní volejbalové federace jsou Džungo Morita, Seidži Óko, Takako Širaiová a Masae Kasaiová.
Světovou tenisovou jedničkou a vítězkou US Open a Australian Open se stala Naomi Ósakaová. Kazuto Sakata a Haručika Aoki jsou dvojnásobnými mistry světa v závodech silničních motocyklů.